# Gramofonová deska

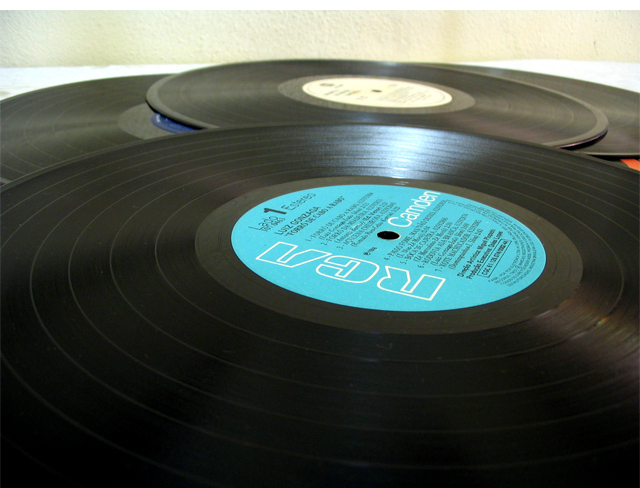
Vinylové LP desky

Gramofonová deska neboli gramodeska, slangově též chybně (vlivem angličtiny) vinyl je záznamové médium určené k záznamu, uchování a reprodukci zvuku. 
Gramofonová deska má obvykle tvar plochého kotouče, na jehož povrch je zvuk zaznamenán v podobě spirálové soustředné drážky, modulované zaznamenanou zvukovou informací. Drážka se záznamem obvykle začíná na okraji a končí poblíž středu gramofonové desky. Zvukový záznam na gramofonové desce lze přehrát (učinit slyšitelným) pomocí zařízení zvaného gramofon.
Gramofonová deska byla od doby svého vynálezu na konci 19. století (respektive od zahájení její masové výroby) až do 80. let 20. století nejrozšířenějším nosičem zvukového záznamu. Od konce 80. let 20. století byla postupně nahrazována kompaktním diskem (CD), až byla v 90. letech z trhu téměř vytlačena.
Zhruba od roku 2005 pak nastává jisté oživení zájmu o gramofonovou desku a mnoho hudebních vydavatelství začíná vydávat reedice starších hudebních nahrávek i novou hudbu opět také na gramofonových deskách. V současnosti (2023) je gramofonová deska velmi oblíbeným hudebním nosičem milovníků vysoké kvality reprodukovaného zvuku – posluchačů i umělců-hudebníků. 
Výrobní cena LP desky je asi čtyřikrát vyšší než výrobní cena CD.

## Vzhled gramodesky

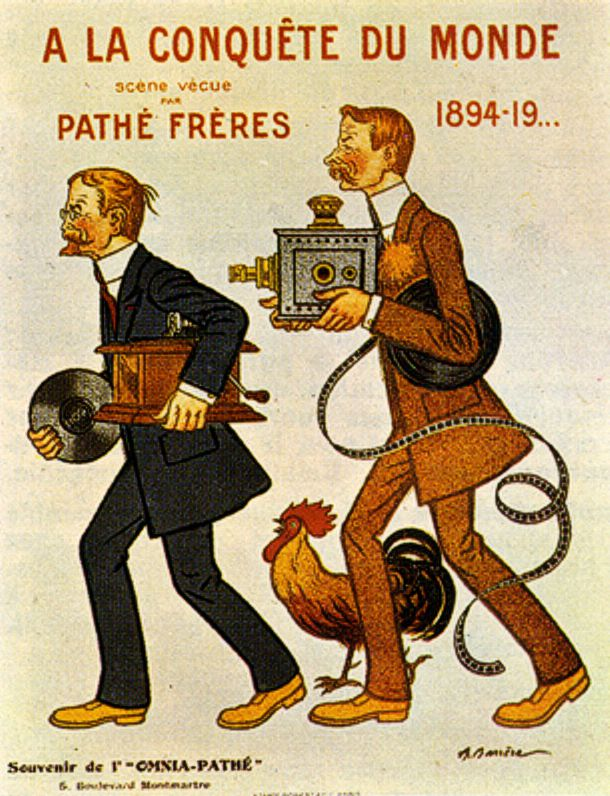
Pathé frères (Bratři Pathéovi), plakát Adriena Barrèra, barevná litografie

Gramodeska má nejčastěji podobu plochého kruhového kotouče, uprostřed opatřeného kruhovou papírovou nálepkou s informacemi o záznamu. Ve středu gramodesky je středicí otvor k nasazování na přehrávací zařízení, na gramofon. Povrch té části gramodesky, která nese zvukový záznam, tvoří jediná dlouhá spirálovitá drážka. (Drážka čili záznamová stopa je do gramofonových desek všech druhů včetně netypických formátů vlisována definitivně.) Drážka se vine zpravidla od kraje do středu desky; výjimkou s opačným směrem vinutí drážky od středu k okraji jsou gramofonové desky firmy Pathé (r. 1905 až počátek 20. let 20. stol.) a například desky natáčené zpočátku rozhlasem, Radiojournalem jako opatření výrobce a dodavatele desek, aby rozhlasová společnost s deskami neobchodovala (viz níže Záznam zvuku v rozhlasu).
Barva gramofonové desky byla do roku 1948 černá. V roce 1949 uvedla na trh firma RCA Victor desky různých barev (viz níže Válka rychlostí).
Lisovat lze i neobvyklé formy desek, například hrající pohlednice, průhledné desky na tenké fólii či vzorované desky. Užívají se zpravidla k propagaci čili jako reklama, jako suvenýr, hudební příloha časopisu aj. Například v Anglii hudební časopis POP na fóliích uváděl ukázky nových desek nebo rozhovory s hudebníky a zpěváky. Mají však omezené frekvenční pásmo a degradují zvukový záznam. Nenahrazují a nemohou nahradit běžnou gramofonovou desku, zatímco desky různého tvaru (čtverec, šestiúhelník, osmiúhelník, deska ve tvaru srdce, policejního odznaku aj.) mohou mít kvalitu běžné gramodesky, protože rozdíl je dán jen ořezem.

## Terminologie podle TDKIV
TDKIV je Česká terminologická databáze knihovnictví a informační vědy. TDKIV uvádí:
- Termín: zvukový záznam
  - ekvivalent: fonogram
  - termín anglicky: sound recording, audio recording, phonogram
  - výklad termínu: „Sluchem vnímatelný záznam uměleckého výkonu či jiných zvuků zaznamenaný na zvukovém nosiči (např. fonografický váleček, gramofonová deska, magnetofonový pásek, počítačový soubor apod.). Zvuk může být na zvukovém nosiči zaznamenán analogově nebo digitálně.“ Zdroje výkladu: [6][7][8][9][10][11].
- Termín: zvuková deska
  - termín anglicky: sound disc
  - výklad termínu: „Deska z plastického nebo jiného materiálu se záznamem zvuku. Podle způsobu záznamu se rozlišují desky analogové (např. gramofonová deska) a digitální (např. CD).“
- Termín: gramofonová deska
  - termín anglicky: gramophone record
  - výklad termínu: „Zvuková deska s analogovým záznamem, který je uložen na tenkém kotouči většinou z polyvinylchloridového polymeru, na jehož povrchu je spirálovitá zvlněná drážka postupující od obvodu do středu desky.“ Zdroje výkladu: [12][13].
  - normativní výklad: „Disk obvykle z plastu, na němž je zvuk zaznamenán ve formě spirálovité drážky a z nějž je možné zpětné přehrání.“ Zdroj výkladu: [14].
  - normativní výklad z neplatné ČSN ISO 5127-11: „Deska obvykle z plastu se záznamem zvukových signálů ve spirálové drážce; je určena pro opakovanou reprodukci.“ Zdroj výkladu: [15].

## Historie

### První technologie k záznamu zvuku
Vznik gramofonové desky vychází z vynálezů prvních technologií k záznamu zvuku, které se objevovaly od 19. století. Záznam nicméně neuměly zpětně reprodukovat. Teprve po získání technologií k záznamu i přehrání zaznamenaného zvuku se dále vyvíjela záznamová média až k podobě moderní gramofonové desky, která přetrvala až do 21. století.

#### Záznam zvuku určený k zobrazení frekvenční křivky zvuku

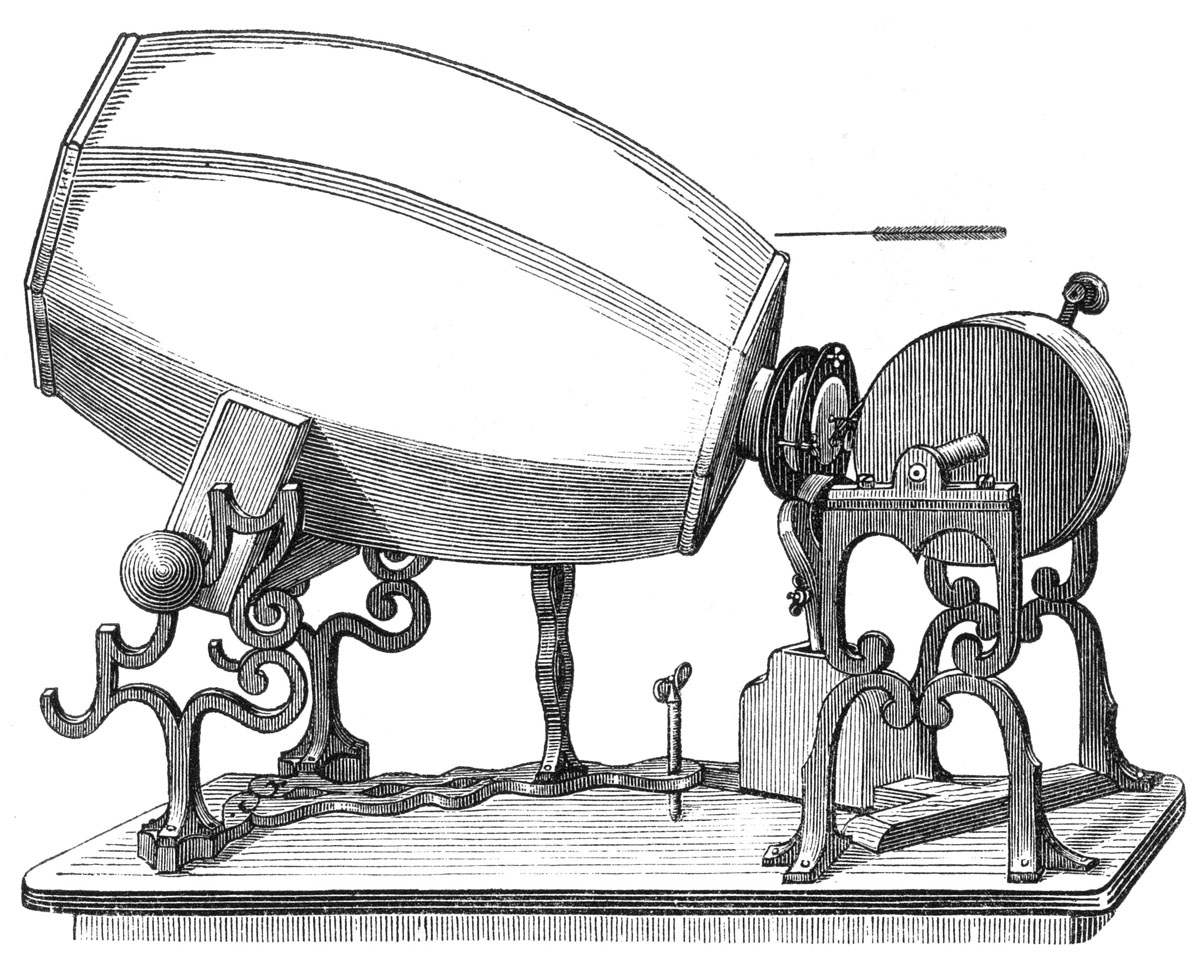
Model fonautografu (1857)

Do poloviny 19. století vznikaly výhradně záznamy získané fyzickým kontaktem s předmětem, který vydával zvuk, například s ladičkou. Záznam zvukových vln šířených vzduchem nebo jiným médiem neexistoval.
V roce 2008 vědci-audiohistorici David Giovannoni a Patrick Feaster digitalizovali a do zvukové podoby převedli grafický záznam hlasu z 9. dubna 1860. Na desetivteřinové nahrávce jsou zaznamenána slova „Au clair de la lune, Pierrot repondit“ z francouzské lidové písně Au Clair de la Lune (Ve svitu měsíce) z 18. století, která pronáší sám autor záznamu Édouard-Léon Scott de Martinville, jak vědci zjistili o rok později. V rozhovoru pro rádio NPR mj. uvádějí: „…to, co máme, je skutečně – podle toho, co k dnešnímu dni víme – nejstarší nahrávka hlasu člověka v dějinách lidstva. To je docela zvláštní hezká věc.“
Francouz Édouard-Léon Scott de Martinville byl tiskař a knihkupec a často používal těsnopis. Vadila mu pracnost a zdlouhavost procesu řeč–tištěný text a snažil se vymyslet přístroj, který by zaznamenal (diktující) hlas tak, aby po zpracování bylo možné záznam číst, příp. přístroj, kterým by převedl zvuk na tištěný text, a tím umožnil lidem „číst řeč“. Sestrojil několik variant přístroje, který nazval phonautograph (v tehdejší literatuře nazývaný také vibroautograph, vibrograph a phonograph(!!)), v souč. češtině fonautograf, který fungoval na principu činnosti lidského ucha. Přístroj sloužil ke zobrazení zvuku, resp. frekvenční křivky zvuku, tedy nikoli k reprodukci zvuku. Záznam zhotovený fonautografem se nazývá fonautogram (phonautogram, v tehd. lit. také vibroautogram, vibrogram a phonogram). Scott de Martinville přístroj i technologii patentoval ve Francii 25. března 1857. Několik přístrojů prodal vědeckým laboratořím a vědci měli poprvé možnost studovat křivku zvuku lidského hlasu či jiných zvuků.

#### Záznam zvuku určený k reprodukci zvuku
Nejstarším nosičem určeným k záznamu zvuku a reprodukci zaznamenaného zvuku je fonografický váleček. Zařízení, které zvuk na váleček nahrávalo a z válečku reprodukovalo, byl fonograf, později grafofon.

### Od válečku k desce: fonograf – grafofon – gramofon
Dne 30. dubna 1877 odeslal Charles Cros Francouzské akademii věd dopis s přiloženým detailním popisem přístroje, s popisem principu funkce přístroje a návodem k sestrojení. Přístroj, který nazval paleophone, byl určen k záznamu a reprodukci zvuku. Obálka s dopisem byla otevřena 3. prosince 1877, tedy sedm měsíců od doručení. Vynález zůstal pouze na papíře.
Dne 6. prosince 1877 představil americký vynálezce Thomas Alva Edison přístroj určený k záznamu a reprodukci zvuku, který by sloužil v kancelářích jako diktafon. Učinil tak v kanceláři časopisu Scientific American. Podivný válečkový přístroj, který postavil na stůl, pozdravil všechny přítomné a zeptal se jich na zdraví. Edison přístroj nazval phonograph (v souč. češtině fonograf) – starořecké φωνή [foní] znamená hlas, γράφειν [gráphein] znamená rýt, psát; γραμμα [grámma] je česky písmeno, psaní, dopis.

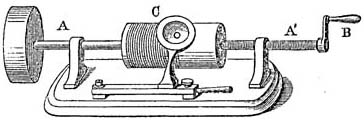
Edisonův Tinfoil Phonograph

Montáž prvního funkčního modelu fonografu dokončili pracovníci Edisonovy laboratoře v prosinci 1877. Ústřední částí fonografu byl otočný válec se spirálovitou drážkou těsně obtočený tenkou cínovou fólií. (Odtud název přístroje „Tinfoil Phonograph“, někdy jen „tinfoil“, doslova „staniolový fonograf“.) Z jedné strany byl připevněn nahrávací díl, na opačné straně byl reproduktor. Nahrávací díl byl složen z trychtýřovitého náústníku podobného tehdejšímu telefonu, z tenké kovové membrány a ostrého ocelového hrotu (jehly) pevně připevněného k membráně. Reproduktor tvořil přehrávací hrot (neostrý) a membrána.
Válcem se otáčelo ručně klikou a ten se sunul po posuvovém šroubu. Když do trychtýře vnikl zvuk, tzn. když se do něho mluvilo, začala membrána vibrovat a připojený ocelový hrot také. Pohyboval se po válci (veden spirálovitou drážkou v něm) a různě hluboko ryl záznam do cínové fólie; ryl shora dolů, vertikálně, byl to tedy hloubkový záznam zvuku. Při přehrávání se válcem otáčelo znovu, přičemž hrot, který sledoval stopu vyrytou ve fólii, rozkmital membránu a z trychtýře vycházel zvuk. Záznam bylo možné reprodukovat pouze jednou. Protože membrána byla tuhá, kladla cínové fólii značný odpor a fólie se někdy roztrhla. (Původní nahrávky na cínové fólii se kvůli malé odolnosti nedochovaly.) Klikou bylo třeba točit plynule. Přesto docházelo při záznamu i při reprodukci ke zkreslení. Přístroj také nedokázal zaznamenat vyšší harmonické frekvence, a proto samohlásky zněly nezřetelně.
Později nahradil jednorázovou fólii voskový váleček. Záznam bylo možné reprodukovat několikrát, ale pak musel být nahrán nový záznam. Přístroj patentovaný 19. února 1878 sestrojil Edisonův mechanik John Kruesi. Edison po počátečním nadšení (viz příspěvek „Phonograph and Its Future“ přetiskovaný z North American Review a stejnojmenná kniha) postupně věnoval více času práci na vývoji žárovky (1879). Některé patenty fonografu později neobnovil.
V počátcích nahrávání byl každý váleček v podstatě originál, protože umělec musel píseň (skladbu) nahrát na tolik válečků, kolik kopií bylo třeba. V následujících letech byl vyvinut systém kopírování válečků, záznamová doba se prodloužila ze dvou na dvanáct minut, ale ani přes další zlepšování nenalezl fonograf uplatnění tam, kde Edison chtěl, tzn. v kancelářích jako diktafon. Uplatnil se však v jiných oblastech později, když Edison převzal od konkurence technologii stranového záznamu (viz níže).
V roce 1881 představil člen Bellovy laboratoře (nazvané Voltova laboratoř) Charles Sumner Tainter technologii stranové drážky. Postavil prototyp zařízení – v podstatě soustruh navržený k vyřezávání spirálovité drážky do plochého kulatého disku namísto do válečku. Disk měl být vyráběn z materiálu, do kterého by se dalo snadno rýt – měkký kov, tvrdá pryž, celuloid, slonovina, dřevo zimostrázu (buxusu). Záznamy se stranovou drážkou začal Tainter pořizovat 9. července 1881, ale experimenty přerušil atentát na prezidenta Garfielda (2. července 1881). Bell s Tainterem byli přizváni do Bílého domu, aby se pokusili svým detekčním přístrojem najít kulku v prezidentově těle (11. července až 28. srpna).
Dne 20. října 1881 byla do úschovy ve Smithsonian Institute uložena zapečetěná schránka. Obsahovala galvanotyp fonogramu se stranovým záznamem (tedy záznamem stejného typu, jako byl Scottův fonautogram z fonautografu z roku 1857), dokumenty prokazující pravost vynálezu (podepsané posudky z výstavy 25. září, text s vysvětlením principu záznamu do vosku, stránky z Tainterova pracovního deníku Home Notes, název „grafofon“), fonograf, který Tainterovi a Bellovi daroval Bellův tchán Gardiner G. Hubbard v roce 1879 a na kterém členové Voltovy laboratoře prováděli většinu experimentů, a váleček potažený voskem s nahrávkou. Na válečku je nahrán hlas Bellova otce – Alexander Melville Bell říká: „I am a graphophone, and my mother was a phonograph.“ (Jsem grafofon a moje matka byla fonograf.) Tainter uvedl, že zapečetěnou schránku uložili proto, „…kdyby se kvůli nějakému úniku informací dostala Edisonova společnost k našemu vynálezu dřív, než přihlásíme patent, měli bychom datovaný důkaz toho, co jsme vypracovali.“ Kromě toho 8. října podepsali dohodu platnou zpětně k 1. květnu o založení Volta Laboratory Association jako vlastníka patentů. Zásadní v dataci jsou Tainterovy pracovní poznámky Home Notes, které začal psát 28. března 1881 a které by do roku 1886 tvořily 13 svazků, kdyby svazky 9, 10 a 13 neshořely při požáru v září 1897.
Schránka byla otevřena v roce 1937 v přítomnosti Bellových potomků a v Tainterově přítomnosti; bylo mu 83 let. Jen pro zajímavost: O. S. Tainter v poznámkách k pokusům uvádí, že si v laboratoři pro sebe pojmenovali hloubkový záznam „hill and valley“ (nahoru dolů) a stranový „zig-zag“ (cik-cak): „This form we named the zig-zag form, and referred to it in that way in our notes. …we used the hill and valley type of record more often than the other.“
Zachoval se měděný galvanotyp a také galvanotyp Tainterova plochého disku s vyleptaným textem „Tento fonogram byl vyroben 8. listopadu 1881. S. T.“ Kromě toho byl ve Voltově laboratoři 11. března 1885 vyroben zvukový záznam na skleněném kotouči s fotografickou emulzí a v rozmezí let 1884 a 1885 záznamy na mosazném kotouči potaženém voskem, na kartonovém kotouči s vrstvou sádry a fólií, na kotouči z dřevitého kartonu potaženého voskem…
I tak neměla technologie v té době praktické využití. Našla ho v roce 1885: Charles Sumner Tainter s přispěním Bellova bratrance Chichestera Bella zdokonalil někdejší Edisonův fonograf. Záznam zvuku změnil z hloubkového na stranový – hrot vyřezával stejně hlubokou stranově vychýlenou stopu – vznikl tedy stranový záznam zvuku. Při takové technologii byl materiál méně namáhán a opotřebováván, přičemž kvalita záznamu byla vyšší. Válečky potažené kovovou fólií nahradil válečky ze speciálního vosku. Přístroj byl nazván graphophone, v souč. češtině grafofon. (Název vymyslel A. G. Bell a podle názoru jeho příbuzných to byl drobný žert.) Vlastnosti systému byly výrazně lepší než vlastnosti původního Edisonova přístroje; zlepšil se přenos vysokých frekvencí (k novému typu drážky bylo třeba navrhnout nový typ snímacího zařízení), frekvenční rozsah byl větší a zvuk tedy kvalitnější.

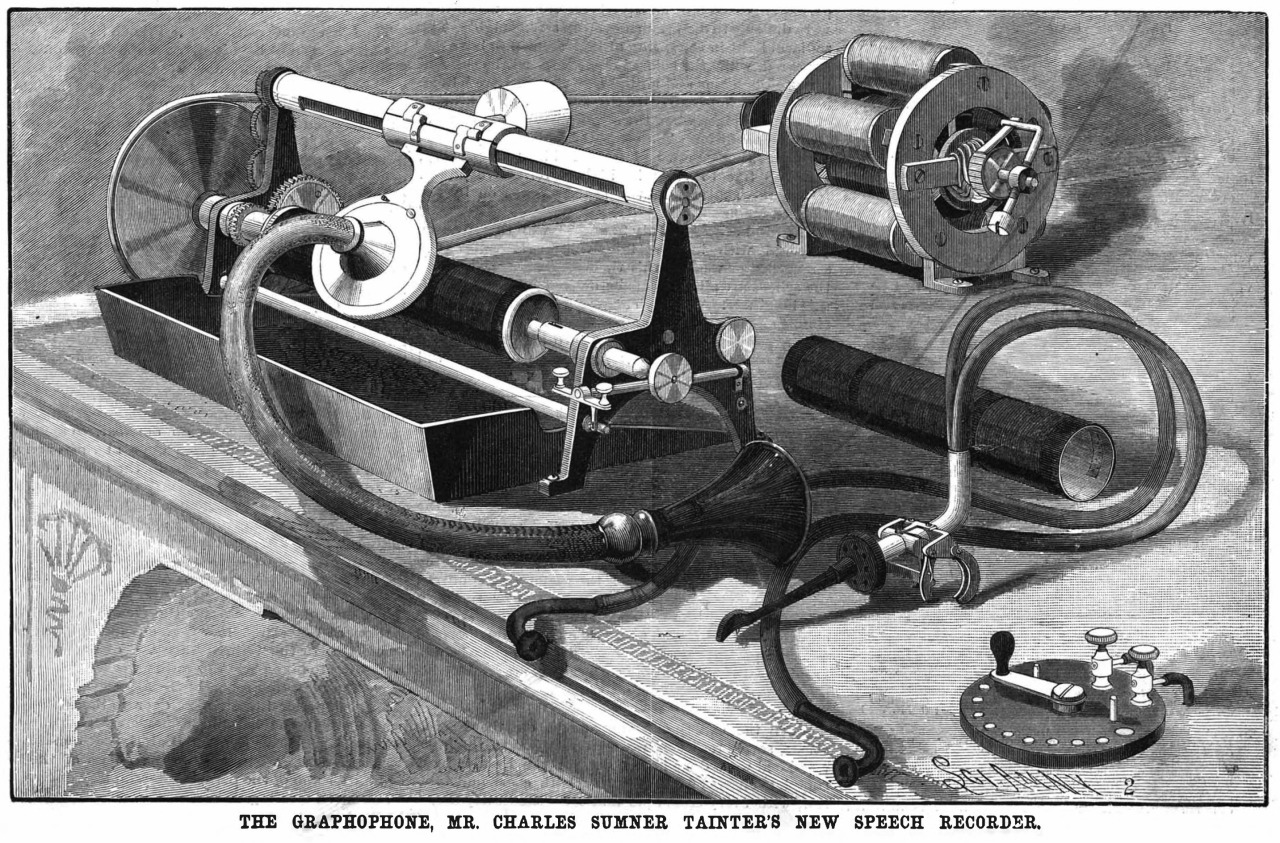
Grafofon na voskové válečky z roku 1888

Dne 6. ledna 1886 byla ve Virginii založena akciová společnost Volta Graphophone Company (zapsaná 3. února), do níž přibyl Charles J. Bell a James H. Saville, a převzala práva Volta Laboratory Association. Účelem byla kontrola patentů odvozených z činnosti Voltovy laboratoře. Když za účelem výroby a prodeje grafofonů ve Spojených státech a Kanadě byla 22. června1887 založena American Graphophone Company, spojila se s ní. V roce 1886 a 1887 Tainter a kolegové získali více patentů, např. patenty č. 341212, 341213, 341287, 341288; 374133, 375579,… Některé utvářely budoucnost nahrávacího průmyslu.  Úspěšný Bellův tým pod tlakem zainteresovaných obchodníků přistoupil – přes Tainterův nesouhlas – na myšlenku spojit kvůli spolupráci na vývoji grafofonu American Graphophone Company s Edison Machine Works. V květnu 1887 měl Tainter dohodnutou schůzku s Edisonem, ten však nepřišel. Přišli dva jeho asistenti a Tainter jim předvedl grafofon, který do květnového setkání vylepšil. Edison spolupráci odmítl, ovšem záhy se svět dozvěděl, že zdokonalil fonograf. Vrátil se k vývoji fonografu (pozastavenému kvůli vývoji žárovky) přesně tak, jak předpokládal Tainter: ještě v květnu Edison zaměstnal žáka profesora Hermanna von Helmholtze Ph.D. Franze Schulzeho-Bergeho (2. ledna 1856 Oberkassel, dnes Düsseldorf – 21. března 1894 Brooklin), aby vyvinul hmotu z přírodních vosků podobnou Tainterovu materiálu ze směsi s karnaubským voskem. Bylo také třeba nahradit Edisonovu nevhodnou cínovou fólii. Schulze-Berge odvedl vynikající práci; nastoupil 26. května 1887 a zdokonalený fonograf byl hotov 16. června 1887. Tehdy Edison oznámil, že vyvinul „Perfected Phonograph“. Volta Graphophone Company se více než rok s Edisonem soudila, než souhlasil, že Volta Graphophone Company použije 16 jeho patentů za privilegium (právo) užívat Tainterův patent na grafofon z roku 1886 (č. 341287) a jeden další patent (č. 341288).

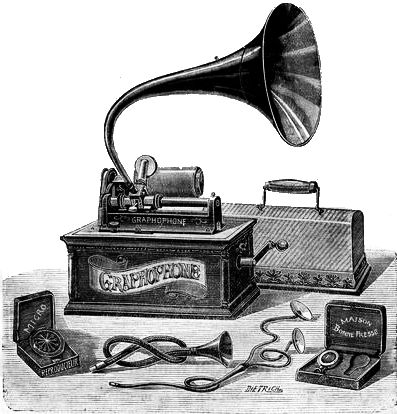
Cylindrický (válcový) „Precizní grafofon“ prodávaný ve Francii, 1901

V roce 1887 používali grafofony američtí reportéři v senátu a ve sněmovně reprezentantů Kongresu USA. První grafofony byly postaveny v továrně na šicí stroje v Bridgeportu v Connecticutu. Byly namontovány na šicí stroj s otočnou klikovou hřídelí a ovládaly se šlapadlem. Hlavním technickým problémem bylo, že otáčení válcem nebylo plynulé. Součástí grafofonu byl i kartáček na čištění od voskových hoblin. V roce 1888 při budování továrny na grafofony v Bridgeportu Tainter vážně onemocněl zápalem plic. Uzdravil se natolik, že v roce 1889 odcestoval do Evropy pomáhat při zakládání poboček International Graphophone Co. a převzít vyznamenání od francouzské vlády na Světové výstavě 1889. K myšlence plochého zvukového nosiče se již nevrátil. Pracoval však nadále na vylepšování grafofonu, kromě jiného si v roce 1893 patentoval grafofon na mince (patent č. 506348). Přestože se grafofon neprosadil komerčně, prosadil se princip stranového záznamu. Kromě toho grafofon zaujal také Emila Berlinera, který přibližně od roku 1877 do roku 1884 spolupracoval s Bellem (vynalezl jeden z prvních předchůdců mikrofonu, vylepšený telefonní vysílač) a znal se s Tainterem. V roce 1886 byl také přítomen předvedení modelu grafofonu, což jej inspirovalo k práci na vlastním záznamovém zařízení.

### Emile Berliner: vynález kruhové gramofonové desky

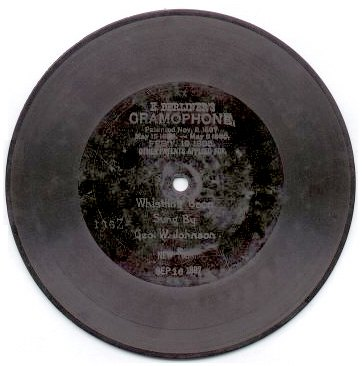
Gramodeska z ebonitu vyrobená Emilem Berlinerem r. 1897, tzn. deset let po jeho vynálezu

Německý vynálezce Emile Berliner získal v USA 8. listopadu 1887 patent č. 372786 na nové záznamové zařízení, na plochou kruhovou desku (8. listopad 1887) a na přístroj k přehrávání kruhové desky, který pojmenoval gramophone, gramofon. Uvádí se, že název vytvořil přesmyčkou ze slova „fonogram“ (fonogram je záznam na fonografickém válečku), nebo kombinací slov fonautogram (grafický záznam zvukových vln Scottovým fonautografem) a fonografické nahrávky. Tím, že „Tainterův“ stranový záznam, při kterém kmitá rycí hrot ze strany na stranu (horizontálně), uplatnil na ploché kruhové desce, udal Berliner základní podobu dnešní gramofonové desky. Výhradně stranový záznam byl užíván až do vynálezu (1934), resp. uplatnění (1958) sterea, viz níže.
Emile Berliner dobře pracoval i s konceptem značky. Na první ochranné známce pro výrobky Gramophone Co., kterou vytvořil Theodore Birnbaum, byl andílek zapisující záznam na gramofonovou desku. Známka byla představena 15. listopadu 1898 ve Velké Británii a registrována 6. prosince 1899 v Berlíně. Další ochranná známka – psík Nipper sedící u trouby gramofonu – se stala světově proslulým logem. Na základě žádosti z 26. května 1900 si ji nechal Berliner zaregistrovat v USA (č. 34890, 10. července 1900). V Kanadě požádal 28. května 1900 o registraci pro obrázek (č. 11433, 16. června 1900) i text „His Master's Voice“ (č. 7366); o další registraci ochranné známky „His Master's Voice“ požádal 12. září 1900 (č. 7479). Trvalo však deset let, než byl 22. července 1910 obrázek psa s nápisem His Master's Voice zaregistrován jako ochranná známka Gramophone Company; 20. října 1910 byla zaregistrována samotná slova „His Master's Voice“. Značka však nebyla spojována s Berlinerovým jménem dlouho, protože brzy po tom, co v roce 1901 s Elridgem Johnsonem založil Victor Talking Machine Company (jejíž obchodní značkou se „Little Nipper“ stal), Berliner svůj podíl odprodal. Tím jeho jméno z hudebního průmyslu postupně mizelo a v USA bylo nahrazeno jmény Victor a Victrola.
První gramofonové desky měly průměr 12 cm a byly vyrobeny z tvrzené pryže. Při reprodukci zvuku na prvních gramofonech se deska otáčela ve frekvenci 70 otáček za minutu (ot/min, anglická zkratka RPM). Tvrzená pryž byla později nahrazena šelakovou hmotou. Ta měla výhodu, že se dala lisovat, což značně usnadnilo sériovou výrobu gramodesek lisováním z jedné matrice.
Na počátku 20. století ještě nebyly nijak normalizovány rozměry ani frekvence otáčení gramofonových desek. Jejich průměr obvykle kolísal mezi 15 a 30 cm, výjimkou nebyly ani desky s průměrem 6 cm i 60 cm. Frekvence otáčení desek při reprodukci byla také různá – od 74 do 82 ot/min. První desky neměly ani středovou etiketu v takové podobě, jak ji známe, a měly záznam pouze na jedné straně. S výrobou desek se záznamem na obou stranách se začalo až roku 1905.
Skutečnost, že Emile Berliner vynalezl plochou kruhovou desku a gramofon, neznamenala, že by vynálezci přestali zdokonalovat fonograf a grafofon, že by přestaly být využívány v praxi. V určitém období soupeřily o zákazníky dva nosiče zvuku a tři zařízení k jejich přehrávání: válečky určené do fonografu, válečky určené do grafofonu a gramofonová deska plus gramofon.

### Konec fonografu ve 20. století
V první dekádě 20. století spojoval fonograf komerční a vědeckou sféru. Jejich cesty se však rozešly. Odborníky a vědce prezentovali především etnografové, muzikologové a jazykovědci. (Jim nemohla gramofonová deska poskytnout to, co potřebovali; potřebovali zvuk zaznamenávat.) Gramofonová deska se stala doménou profesionálů hudebního průmyslu, zatímco badatelé se vydávali do terénu nahrávat řeč a nářečí různých národů, etnik, příslušníků nářečních skupin a mapovat je, za hudebníky, zpěváky, vypravěči… Používali voskové válečky a snadno přenosný a ovladatelný fonograf (s motorem poháněným natahovací pružinou, takže nepotřebovali připojení do elektrické sítě). Edisonova společnost produkovala voskové válečky ještě ve 40. letech 20. stol., v podstatě jen pro úzkou klientelu; ta po druhé světové válce přešla k magnetofonu. Činnost etnomuzikologů v prvních desetiletích 20. století také doplňovaly (někdy suplovaly) nahrávací společnosti.
Komerční výroba válečků skončila rokem 1929. Specializovaná produkce a distribuce válečků, převážně z hnědého vosku, přetrvala v menší míře v Evropě i v USA až do 60. let 20. století. (Užívaly se např. v kancelářích a školách a užívali je novináři.)

### Gramofonová deska od 2. poloviny 20. století
Oproti digitálním médiím má vinylová deska zvuk, který může být posluchačům příjemnější. Při převádění do analogového záznamu je totiž nutné odstranit extrémní výkyvy v elektromagnetickém signálu. Značný význam má ovšem rituál spojený s poslechem gramofonové desky – opatrné vyjímání desky z obalu, nasazování na talíř, čištění, spouštění přenosky na desku... S tím jsou spojeny emoce, které nelze srovnat s přípravou k poslechu hudby z jiného média. Poslech hudby z vinylové desky může být událost – vede posluchače k tomu, aby se posadil, vychutnával si hudbu, aby si v klidu prohlížel a pročítal obal. Pragmatičtější je důvod, že vydávání gramofonových desek je hojně podporováno hudebním průmyslem, protože gramofonová deska je jediný formát, který nelze zkopírovat (v původní kvalitě, desky lze kopírovat za pomocí lukoprenu). Autor, který tento fakt uvádí v poměrně rozsáhlém „diskusním“ příspěvku na téma analog vs. digitál, končí příspěvek slovy: „Jsme tedy svědky velkého návratu vinylu? Ano, ale motivy jsou spíše v návratu k emočním jistotám a prožitkům než ke zvukové kvalitě. Teď mne omluvte, jdu spustit jehlu do drážky a odplavit stres...“
V době, kdy v České republice přecházeli posluchači hudby od gramofonové desky k CD, zůstávali gramodesce věrni amatérští a profesionální diskžokejové, kteří gramodesky užívali při diskotékách. Gramodesky využívali také provozovatelé prvních malých soukromých rádií včetně pirátských, respektive jejich moderátoři rekrutující se zpravidla z diskžokejů. Prvním bylo Rádio Stalin (19.–25. 10. 1990 → Radio Ultra 15. 2.–25. 3 1991→ Rádio 92,6 → Radio 1), druhým Rádio Podzemí (31. 12. 1990, 15. 2.–17. 5. 1991 → Rádio Faktor 1. 6.–17. 5. 1991). Moderátoři Rádia Podzemí se takřka bez výjimky rekrutovali z řad zkušených jihočeských diskžokejů. Zakladatel Rádia Podzemí Ladislav Faktor uvádí: „První rok prostě přišli kluci, kteří měli kufry desek, protože jezdili na diskotéky, a to byl zdroj muziky.“ Dalším bylo například Radio Most, Radio DJ Liberec (→ Radio Contact, RCL), Studio Profil (→ Rádio Profil), Radio Kolej Ostrava (→ Radio Orion), Rádio Brno a Rádio Hády, Radio FM Plus Plzeň, Agara Chomutov, Radio Brno „Kmitočet“ a Radio Station Brno.
Protože existují živá společenství milovníků gramofonových desek a gramofonů, která preferují poslech analogového záznamu zvuku před záznamem digitálním, uplatní se na trhu výrobci gramodesek i gramofonů a dalšího vybavení k poslechu gramodesek. K nejvýznamnějším výrobcům gramodesek na světě patří gramofonka v Loděnici u Berouna, společnost GZ Media, a. s., která se v době krize gramofonového průmyslu nezbavila strojového vybavení ani know-how, ani svých odborníků.
Představa, že gramofonové desce dává přednost posluchač náročné hudby nebo movitější posluchač, je mylná. Alespoň v USA tomu tak není. Mezi roky 2008 a 2012 vzrostl prodej dlouhohrajících gramofonových desek o 745 %, přičemž v roce 2012 byl největší zájem o rock (55,6 % kupujících), popmusic (9,8 %), urban (4,3 %) a taneční hudbu (3,9 %). Folk kupovalo 1,7 % zákazníků; shodné procento zákazníků (1,5 %) koupilo jednak jazz, jednak blues, jednak MOR/Easy (middle of the road/poslechová, náladová hudba). Reggae si koupilo 0,9 %, country 0,3 % a world music také 0,3 %. Klasickou hudbu si koupilo 0,1 %. Zbytek do sta procent (19,2) koupil desky s jiným než uvedeným žánrem. V roce 2018 tomu bylo podobně: přes dvě třetiny prodeje tvořil opět rock s popmusic (rock 41,7 %; pop 25,6 %); srovnat lze snad ještě jazz (4,3 %), country (2,9 %), reggae (1,1 %), world (0,4) a klasickou hudbu (0,6 %). Statistika dále uvádí R&B 7,9 %; rap s hip-hopem 6,6 %; stage a screen 5,7 %; EDM 2,5 %; latin 0,4 %; duchovní (nábož.) hudbu 0,2 %; new age 0,1 %; pro děti 0,1 %. Lze říci, že posluchači náročné hudby nenakupují gramofonové desky masově a nikdy nebudou. Jinak se to patrně má s náročnými posluchači.
V roce 2021 v USA činil prodej gramofonových desek okolo 46 % veškerého obchodu s hudbou (včetně streamování). Prodej gramofonových desek v letech 2008–2021 vynesl (v milionech dolarů): 2008: 1,9; 2009: 2,5; 2010: 2,8; 2011: 3,8; 2012: 4,6; 2013: 6,1; 2014: 9,2; 2015: 11,9; 2016: 13,1; 2017: 14,3; 2018: 16,8; 2019: 18,8; 2020: 27,5; 2021: 41,72.

## Vývoj způsobu nahrávání gramofonových desek
První gramofonové desky byly nahrávány tzv. akusticky. Obvykle byl v jedné místnosti umístěn záznamový přístroj, ve vedlejší místnosti hudebníci a zpěváci. Ti byli rozestavěni před trychtýřem (nebo před více trychtýři), který soustřeďoval zvuk na membránu. Záznamové zařízení ve vedlejší místnosti bylo umístěno na mohutném podstavci kvůli snížení vibrací. Na přístroji se pomalu otáčel talíř, na němž byl upevněn kotouč pokrytý vrstvou vosku. Membrána v trychtýři rozechvívala zapisovací hrot záznamového přístroje; kmitající hrot ryl spirálovitou drážku do vrstvy vosku. Nahraný kotouč sloužil jako podklad k výrobě kovové matrice, z níž se lisovaly šelakové desky.
Zpočátku bylo třeba každou desku vyrobit jednotlivě a hudebníci museli hrát jednu píseň několiksetkrát.
Nevýhodou akustického (zvukového) záznamu byl především omezený kmitočtový rozsah – zhruba od 150 Hz do 3,5 kHz. (Tehdejší gramofony mohly reprodukovat kmitočtové pásmo ještě užší, 300 Hz až 2,5 kHz.) To zdaleka nestačilo k věrné reprodukci zvuku – postrádal hluboké i vysoké tóny a lze ho přirovnat ke zvuku v telefonu. Problematická byla také omezení při práci se zvukem hudebních nástrojů a zpěváků – „mixáž“ zvuku nástrojů a hlasů byla možná pouze poměrem jejich vzdálenosti od nahrávací trouby (trychtýře). Hlas mnohých zpěváků, ač talentovaných, se ke gramofonovému záznamu nehodil, protože na desce zněl nevýrazně – neměl tonální charakteristiku vhodnou k akustickému záznamu s omezeným kmitočtovým rozsahem.
20. léta 20. století přinesla revoluční objev v záznamu zvuku – elektronické nahrávání. První pokus s elektronickým (či elektrickým, jak se tehdy říkalo) záznamem provedli inženýři Joseph Maxfield a Henry C. Harrison se svými spolupracovníky v laboratořích americké firmy Bell Telephone Company. Využili mj. kondenzátorový mikrofon, který vynalezl Edward C. Wente. Elektronický záznam umožnil rozšiřovat zaznamenávaný kmitočtový rozsah. Princip spočíval v tom, že (zjednodušeně) nahrávaný zvuk byl snímán mikrofonem, signál z mikrofonu byl elektricky zesílen elektronkami a poslán do záznamové hlavy záznamového přístroje. Elektromagnet v záznamové hlavě rozkmitával kotvičku s připevněným záznamovým nožem v rytmu přiváděného modulačního signálu. Hrot kmitajícího nože ryl drážku do otáčejícího se kotouče pokrytého vrstvou vosku. Takový způsob záznamu je v principu užíván dodnes, byť v modernějších obměnách.
Výše bylo řečeno, že zvukový záznam je zanesen na povrch gramodesky formou jediné spirálovité drážky a že zvuková informace v drážce je analogová. Záznam na desce je mechanický, což znamená, že v gramofonu je snímán mechanicky. Snímán je pomocí hrotu, lidově zvaného jehla. Monofonní záznam má podobu vlnovky – hrot (jehla) kmitá horizontálně ze strany na stranu; jde vlastně o kopii pohybu membrány mikrofonu. Při stereofonním záznamu kmitá hrot ještě také dolů.

### Dvoukanálové stereo
Poněvadž člověk vnímá zvuk prostorově, dvěma ušima, byly již koncem 19. století podnikány první pokusy o dvoukanálový přenos zvuku. Cílem bylo reprodukovat zvuk živého představení, aby co nejvíce odpovídal skutečnému projevu mluvčích. V období před druhou světovou válkou se objevují různé pokusy zaznamenat dvoukanálové stereo na gramodesku. Vesměs využívaly myšlenky dvou oddělených drážek, z nichž do jedné je zaznamenán levý a do druhé pravý kanál. Buď byla každá spirálovitá drážka nahrána v jedné polovině záznamové oblasti desky, nebo byla dvojice spirálovitých drážek vedena těsně vedle sebe. Desky bylo třeba snímat (přehrávat) na speciálním gramofonu vybaveném dvěma zvukovkami (reproduktorovými ozvučnicemi) nebo dvěma přenoskami. Žádný z těchto principů oddělených drážek se kvůli nepraktičnosti a technickým nedostatkům komerčně neprosadil.
Změnu přinesl objev záznamu dvou kanálů do jedné drážky. První praktický experiment s jednodrážkovým stereofonním záznamem provedli 1. června 1934 Arthur C. Keller a Ira Rafuse (někdy uváděn Irad S. Rafuse) v Bell Telephone Laboratories v New Yorku. Princip spočíval v tom, že modulace jednoho kanálu byla ryta do drážky hloubkově, zatímco modulace druhého kanálu byla ryta stranově. Dne 19. dubna 1938 byl Kellerovi et al. vydán americký patent číslo 2,114,471.
V praxi použitelný systém pro dvoukanálové stereo (Westrex 45/45) byl připraven teprve roku 1957, a to americkou společností Western Electric. Byl zpětně slučitelný s dosavadními monofonními deskami LP a SP, neboť využíval drážku stejných rozměrů. Odstraňoval některé nedostatky systému firmy Bell tím, že kanály byly modulovány v úhlu 45 stupňů vzhledem k svislé ose drážky, každý v jedné stěně drážky. Tím byla docílena shoda obou kanálů a navíc umožněno monofonní desky přehrávat se zvukem v obou kanálech. Gramofonové desky nahrané tímto systémem a stereofonní gramofony byly uvedeny na americký trh roku 1958. Systém Westrex 45/45 je ke stereofonnímu záznamu využíván dodnes.
Při výrobě stereofonní desky stereosignál nutí hrot kmitat tak, že do každé stěny drážky ve tvaru písmene V vyřezává rozdílný zářez. Stěny drážky spolu svírají pravý úhel. Záznam na vnější stěně je pro pravý kanál, na vnitřní stěně pro levý kanál. Vychylování rycí hlavy se mění podle síly signálu: čím je signál hlasitější, tím jsou výchylky větší. Na hlasitosti nahrávky závisí drážková rozteč.
Pro představu: pokud jehla v drážce kmitá přímočaře v úhlu 45° od svislice, je zvuk v optimálním případě slyšet z jednoho kanálu. Je to dáno tím, že přenoska je konstruována tak, aby se dal rozlišit pravý a levý kanál, což je možné výhradně u elektrických přenosek. Tehdy je v podstatě jedno, zda jde o přenosku, resp. krystalovou přenoskovou vložku využívající piezoelektrický jev, nebo o magnetodynamickou přenosku pracující na principu elektromagnetické indukce. (Krystalové přenoskové vložce se v ČR slangově říkalo „hoblovačka“, protože k přenosu signálu byl využit princip deformace krystalu – na úkor trvanlivosti gramodesek a kvality reprodukce. V tom se liší od magnetodynamické přenosky, kde je na chvějce [viz obr.] miniaturní magnet volně uložený v elektricky vodivém pouzdře.)
- krystalová přenosková vložka – hrot kmitá v rýhách otáčející se gramofonové desky, přičemž se mechanické kmity přenášejí na krystal. V něm se na základě piezoelektrického jevu mění mechanické kmity na střídavé napětí; po zesílení se střídavé napětí mění v reproduktoru na slyšitelné zvukové vlny. Nevýhodou je menší frekvenční rozsah (zhruba do 14 kHz), nízká odolnost vůči teplotě nad 40 °C a to, že tlak hrotu na desku musí být až třikrát větší než tlak hrotu magnetodynamické přenosky, čímž se zvyšuje opotřebení gramofonové desky.[66] Krystalové vložky byly postupně nahrazovány vložkami keramickými (např. československá gramofonová vložka TESLA VB4302). Keramické měniče (barium-titanátové měniče) se v levných gramofonech užívají dosud.
- magnetodynamická přenosková vložka – hrot kmitá v rýhách otáčející se gramofonové desky, přičemž se mechanické kmity přenášejí chvějkou na volně pohyblivý magnet. Změny magnetického toku vyvolávají nízkofrekvenční střídavé proudy ve dvou cívkách, přičemž každá snímá kmitání jedné stopy. Vytvářejí tak proud pro levý a pravý výstupní signál. Magnetodynamická přenosková vložka je mnohem kvalitnější a šetrnější než krystalová přenosková vložka; má větší frekvenční rozsah (20 kHz), ale menší výstupní napětí.[66] K dalšímu zpracování signálu je nutný předzesilovač.[67]

Snímací hrot, který sleduje drážku gramofonové desky, je nejčastěji vyroben ze safíru nebo syntetického diamantu a má tvar kužele se sférickým zaoblením špičky.
Ke gramofonovým snímacím hrotům již jen vzpomínka člena Hi-fi klubu v Táboře z konce 60. let: „Gramofonové jehly, které se prodávaly v obchodech, jsme do hi-fi přístrojů nemohli použít ani náhodou. Potřebovali jsme lehoučké, magnetodynamické, se zatížením 0,8 až 1,5 gramu. Těžší být nesměly, aby neohrávaly drážku záznamu. Na konec přenosky jsme museli připojit vyvážené protizávažíčko, aby jehlu z drážky nevyhodila odstředivá síla při otáčení desky. Pro zajímavost, běžné jehly tehdejších gramofonů měly zatížení kolem pěti gramů. To jste několikrát přehrál desku, a už se v záznamu ozýval praskot.“

## Přechod od šelaku k PVC
Polyvinylchlorid (PVC) byl k výrobě gramofonové desky poprvé použit roku 1931. Tehdy americká nahrávací společnost RCA Victor vydala řadu gramofonových desek s názvem „Program transcriptions“. Desky z PVC měly již průměr 30 cm (12") a byly nahrány rychlostí 33⅓ ot/min (níže uvádíme hodnotu již jen jako 33 ot/min), stejně jako pozdější dlouhohrající desky (LP). Drážka měla ještě stejnou šířku jako tehdejší desky šelakové, byla však mělčí a drážková rozteč byla užší. To vše umožnilo výrazně prodloužit délku záznamu. Ovšem výroba desek byla v roce 1933 ukončena, protože k přehrávání desek bylo třeba opatřit si gramofon s nižšími otáčkami a byla světová hospodářská krize.
Během druhé světové války začala kvůli nedostatku šelaku na trhu americká nahrávací společnost V-Disc lisovat desky z PVC se stejnými parametry jako desky šelakové. Desky bylo možné přehrát na běžném gramofonu rychlostí 78 ot/min a jejich výhodou oproti šelakovým deskám byla nízká hmotnost, nižší šum a vyšší odolnost; nebyly tak křehké. Díky těmto vlastnostem se desky osvědčily mj. ve vojenských dodávkách pro americké vojáky bojující v zámoří.
Roku 1939 se konkurenční americká nahrávací společnost Columbia Records rozhodla pokračovat ve vývoji technologie výroby dlouhohrajících desek z PVC, započatém společností RCA Victor. Vývojový tým pod vedením doktora Petra Goldmarka se rozhodl zúžit záznamovou drážku na desce a k přehrávání použít tenčí hrot s menším poloměrem zaoblení. Zúžení bylo nutné jednak kvůli prodloužení záznamové doby, jednak kvůli záznamu vysokých kmitočtů (tónů) i při nižších otáčkách desky. Skupina vývojářů pojala úkol komplexně, s cílem vyvinout spotřebitelsky spolehlivý, nenákladný gramofonový systém. To se podařilo roku 1948, kdy byla novinářům na New York Press Conference v hotelu Waldorf Astoria představena dlouhohrající deska (LP) o průměru 30 cm, s rychlostí otáčení 33 ot/min a s úzkou drážkou zvanou microgroove – mikrodrážka. Tedy standard gramofonové desky užívaný dodnes, ovšem záznam na desce byl monofonní. Na jednu stranu desky se vešla až 23minutová nahrávka (tehdy skladatele Mendelssohna).

### „Válka rychlostí“
V reakci na uvedení LP desek firmy Columbia Records přišla firma RCA Victor roku 1949 s vlastním formátem gramofonové desky z PVC – malou deskou průměru 17 cm (7") nahranou rychlostí 45 ot/min, zvanou „single play“ (SP) nebo zjednodušeně „45“. Parametry záznamové drážky byly totožné s parametry záznamové drážky dlouhohrající desky. První komerčně vydanou skladbou ve formátu sedmi palců (tzv. sedmičky) byla „Texarkana Baby“ interpreta Eddy Arnolda.
Tyto desky se brzy staly hitem mladé generace, přestože se na jednu stranu vešly nejvýš dvě skladby. Byly totiž levné, skladné a esteticky přitažlivé – lisované v různých barvách odlišujících žánr: country byla vydávána na zelených deskách, vážná hudba na červených, R&B a gospel na oranžových, desky pro děti byly žluté. Populární hudba se vydávala na deskách tradiční černé barvy. K přehrávání prodávala firma speciální malé gramofony, leckdy vybavené měniči schopnými automaticky přehrát najednou sadu desek. Na gramofonech však nebylo možné přehrávat LP desky konkurenční firmy Columbia Records. V pozdějších letech byly na trh uvedeny bateriové gramofony. Tak se do doby vynálezu magnetofonové kazety staly „pětačtyřicítky“ prvním přenosným hudebním médiem. Gramofonová deska SP (tzv. singl) si později našla cestu do jukeboxů, kde nahradila desku šelakovou.
V 50. letech vypukla na americkém gramofonovém trhu válka formátů, nazývaná „válka rychlostí“ („the battle of the speeds“). Někteří dávali přednost deskám LP 33 ot/min, jiní deskám SP 45 ot/min a konzervativci preferovali šelakové desky 78 ot/min. Výsledkem „války“ bylo, že šelaková deska definitivně ustoupila desce SP, neboť singl byl z hlediska délky záznamu její dokonalou náhradou, navíc s lepšími vlastnostmi. Kromě toho singly naplnily potřebu trhu tam, kde bylo třeba médií s kratší hrací dobou. Zpočátku jako by se vinylovým deskám LP 33 nedostávalo využití, ale brzy se začaly osvědčovat při nahrávání vážné hudby. Dlouhá stopáž desek LP dala vzniknout novému hudebnímu formátu – hudebnímu albu.

## Rozlišování gramofonových desek
Gramofonové desky lze rozlišovat dle několika hledisek. Nejčastějšími hledisky jsou rozměry (průměr desky), počet otáček za minutu a počet paralelních záznamových kanálů:
- rozměr (průměr):
  - 40 cm
  - 30 cm (s mikrodrážkou – LP – Long Play; dlouhohrající)
  - 25 cm (s mikrodrážkou – EP – Extended Play; „rozšířená hrací doba“)
  - 17 cm (s mikrodrážkou – SP – Single Play; nepřekládá se, tzv. singl; angl. single = jediný, jednotlivý; „malá gramofonová deska“)
- počet otáček za minutu (ot/min):
  - 78
  - 45
  - 33 (33⅓)
  - 16 (16⅔)
- počet paralelních záznamových kanálů, resp. typ zaznamenaného signálu:
  - mono
  - stereo
  - kvadro.[2]

Mojžíš uvádí, které kombinace parametrů byly v masovém měřítku nejvíc využity. Nejčastěji se vyskytují typy gramofonových desek:
- standardní,[pozn. 9] 78 ot/min, 25 cm, mono
- standardní, 78 ot/min, 30 cm, mono
- dlouhohrající, 33 ot/min, 30 cm, mono, stereo, kvadro, LP
- dlouhohrající, 33 ot/min, 25 cm, mono, stereo, EP
- dlouhohrající, 33 ot/min, 17 cm, mono, stereo
- dlouhohrající, 45 ot/min, 17 cm, mono, stereo, SP.[2]
- Šířka drážky:
  - standardní desky: 65 µm
  - mikrodrážka: 25 µm nebo 15 µm
  - stereodrážka: 15 µm.[71]

### Standardní gramodesky
Standardní desky byly vyráběny ze šelaku, přírodní živice získávané z výměšků samičky červce lakového. Jsou historickým typem desek, technicky překonaným. Desky měly průměr 25 cm nebo 30 cm, rychlost otáčení 78 ot/min a měly širší drážku než současné desky. K přehrávání se užíval hrot s větším poloměrem zaoblení. Jedna strana standardní desky pojala zhruba tři minuty záznamu, což vystačilo na jednu píseň; větší deska, s průměrem 30 cm pojala i pět minut záznamu. Šelaková gramodeska o průměru 25 cm s nejdelší skladbou byla v Československu vyrobena v roce 1957; délka skladby byla 4 minuty a 20 sekund. V Československu se tento typ gramodesek vydával do roku 1963, kdy byl nahrazen vinylovými singly (SP). Poslední šelaková gramodeska byla vydána v prosinci 1963 (obsahovala písně „Už kvetou pampelišky“ a „Třistapětašedesátkrát“). Prodej standardních desek dobíhal do roku 1968; mnohé tituly té doby vydával Supraphon na tehdy moderních SP i na standardních šelakových deskách.
Přestože jsou standardní gramodesky již překonané, mají nezřídka vysokou dokumentační a kulturní hodnotu. Jsou dokumentem své doby a jsou v převážné většině jediným zvukovým záznamem zpěvu tehdejších zpěváků a hudby tehdejších hudebníků. Proto zasluhují náležitou péči.

### Gramodesky s úzkou drážkou

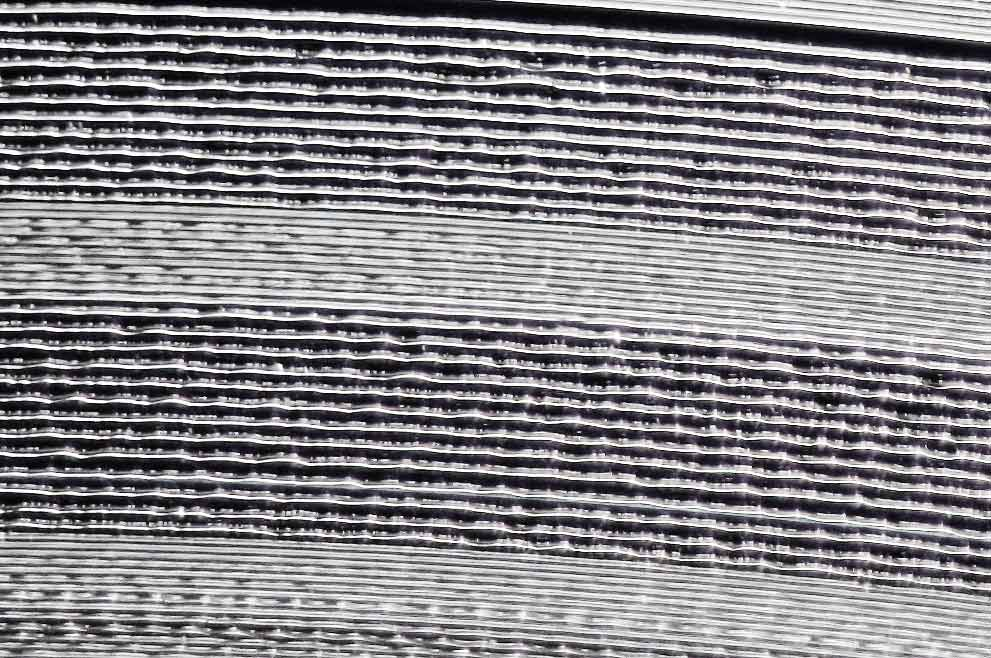
Drážka se záznamem hudby na dlouhohrající gramofonové desce

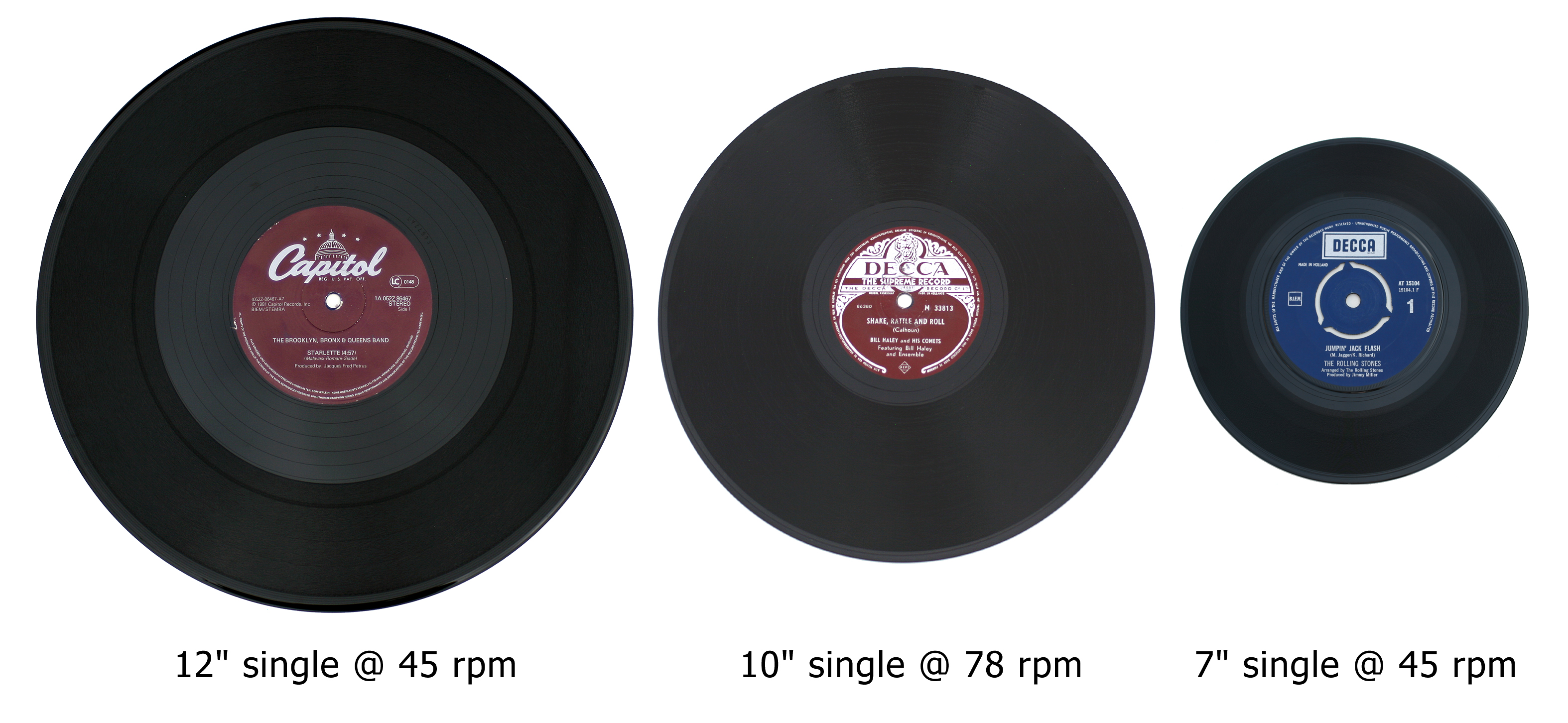
Tři formáty singlů; zleva: vinyl průměru 30 cm (12"); šelaková deska průměru 25 cm (10"); vinylová deska průměru 17 cm (7"), na níž lze volit mezi malým a velkým středovým otvorem, který vznikne vylomením středového dílu

Desky s úzkou drážkou byly vyvinuty po druhé světové válce. Desky tohoto typu jsou vyráběny dodnes. Lisují se z plastické hmoty, z polyvinylchloridu (PVC; polyvinylchlorid, v americké angličtině též zkráceně vinyl), výjimečně z jiných umělých hmot. Díky tomu, že PVC má jemnější strukturu než šelak, bylo možné zúžit drážku, snížit její amplitudu (rozkmit), a tím i drážkovou rozteč. Snížila se také frekvence otáčení. To umožnilo podstatně prodloužit dobu záznamu. Vinylová hmota vyráběná v Československu byla gramofonovými odborníky považována za velmi kvalitní materiál a vyvážela se ve značném množství do zahraničí.
- SP (single play), singl – menší typ vinylové desky, obvykle s rychlostí 45 ot/min, výjimečně s rychlostí 33 ot/min. Průměr gramofonové desky je 17 cm. Obvykle jedna strana desky obsahovala jednu hudební skladbu, resp. písničku.
- EP (extended play, „rozšířená hrací doba“) – menší typ vinylové desky, obvykle na rychlost 45 ot/min; v podstatě gramodeska totožná s SP, ale na každé straně jsou nahrány dvě (někdy i tři) písničky. Vydávány byly mnohem méně a mívaly speciální obaly. Vzácně byly vydávány i s rychlostí 33 ot/min a se zmenšeným středem; na jednu stranu se tak daly zaznamenat až čtyři drobné skladby, resp. písničky. Občas byly vydány i jiné než černé desky – průsvitné, mnohobarevné aj. V této velikosti a s rychlostí 33 ot/min byly v Československu vydávány také pohádky (Večerníčky), zvláště pak se Spejblem a Hurvínkem.
- LP (long play), „elpíčko“ – dlouhohrající deska obvykle na rychlost 33 ot/min, zpočátku výjimečně i na rychlost 16 ot/min. Gramofonová deska s populární hudbou obsahovala většinou celé jedno album určité hudební skupiny, deska s vážnou hudbou pak nahrávku v délce až 45 minut, případně delší. Průměr 30 cm, na jedné straně různý počet skladeb či záznamů mluveného slova, u hudebních záznamů z oblasti populární hudby většinou 4 až 14 písniček. Občas byly tyto desky vydávány (zejména HiFi klubem Svazarmu) i pro rychlost 45 ot/min a dokonce i pro 78 ot/min.
- MP (medium play) – zvláštní typ gramofonové desky. Průměr měla 25 cm a rychlost 33 ot/min nebo 16 ot/min.

Na deskách s rychlostí otáčení 16 ot/min bylo vydáváno výhradně mluvené slovo.

### Další typy gramodesek
Za zmínku stojí ještě dva typy gramodesek:
- gramofonové desky s drážkou, jako měly standardní desky (čili šelakové), s rychlostí 78 ot/min (vinyl tvrzený plavenou křídou, výrobce V-Disc, USA);
- vinylové LP desky s rychlostí 78 ot/min (klasický vinyl, výrobce Aprelevskij zavod, SSSR).

## Galerie

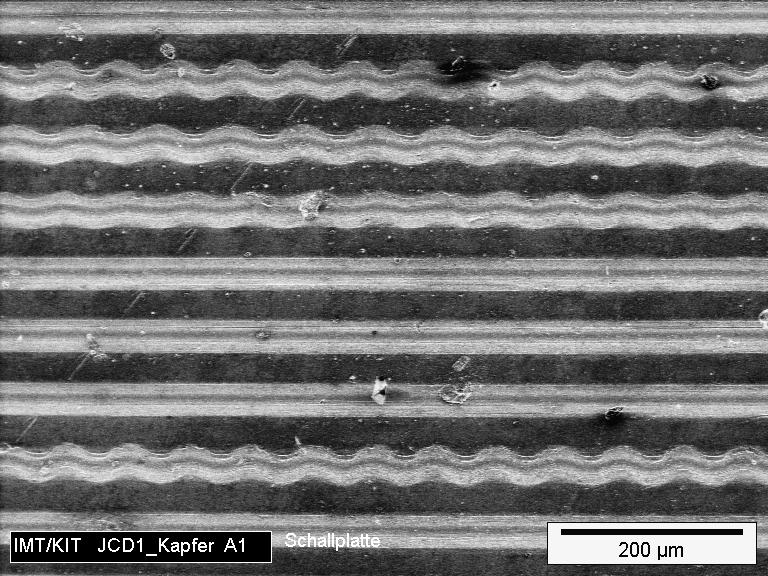
Dlouhohrající deska pod rastrovacím elektronovým mikroskopem
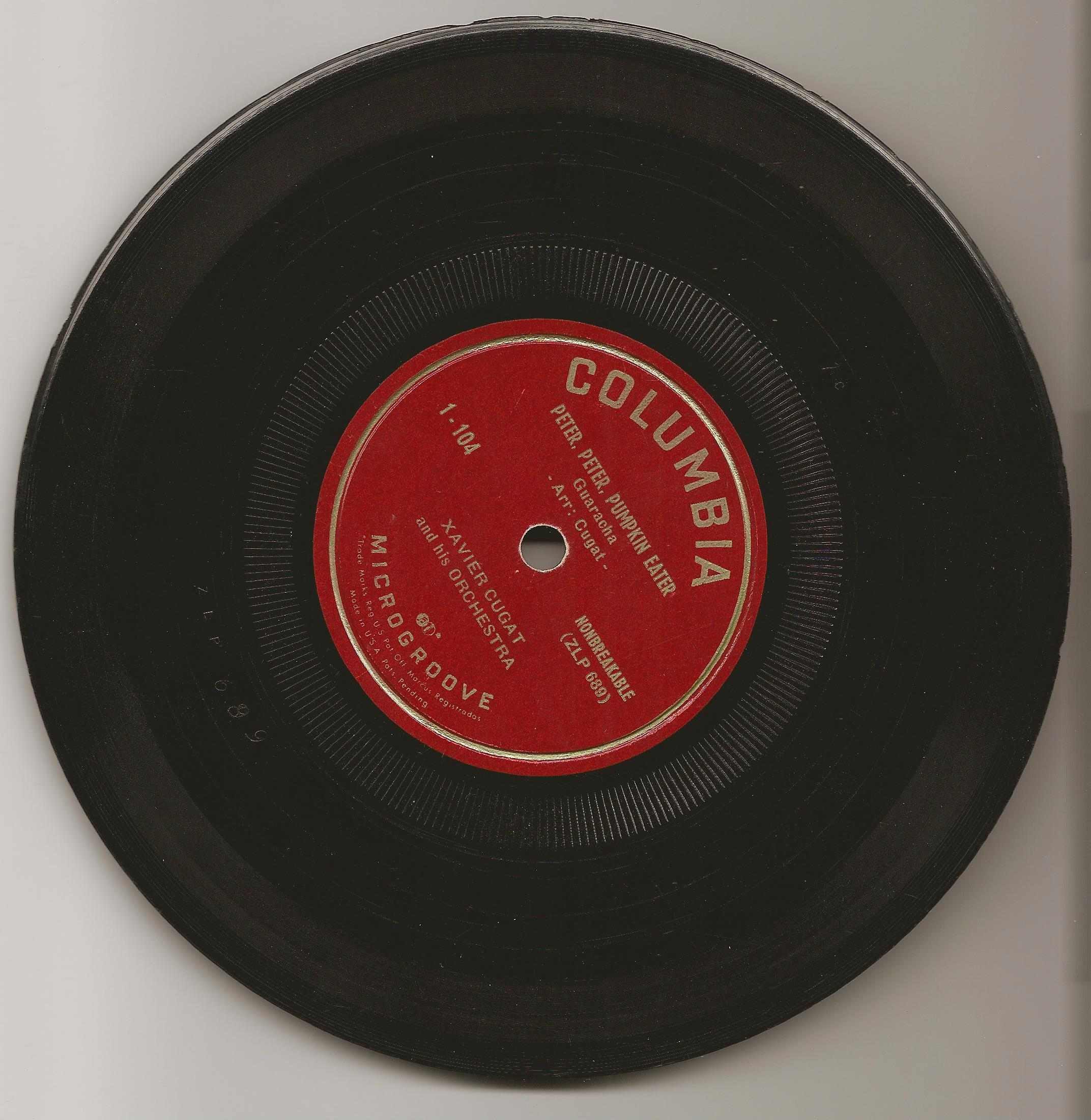
Vzácný 7palcový (17cm) vinyl fy Columbia s rychlostí 33⅓ ot/min a mikrodrážkou ZLP z roku 1948 (rok „představení“ mikrodrážky)
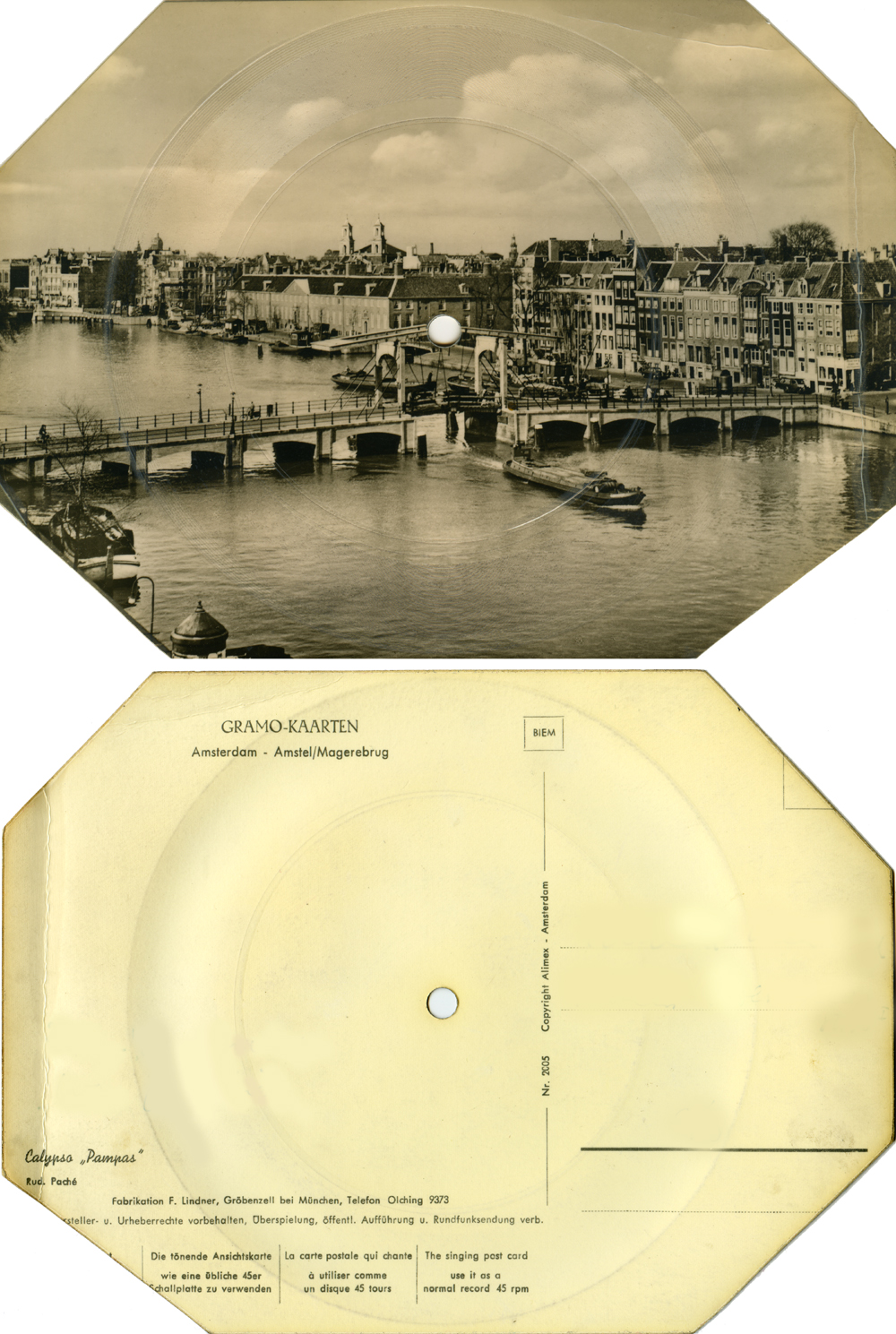
Gramodeska ve formě pohlednice – Amsterodam, sklápěcí most Magere Brug nad řekou Amstel
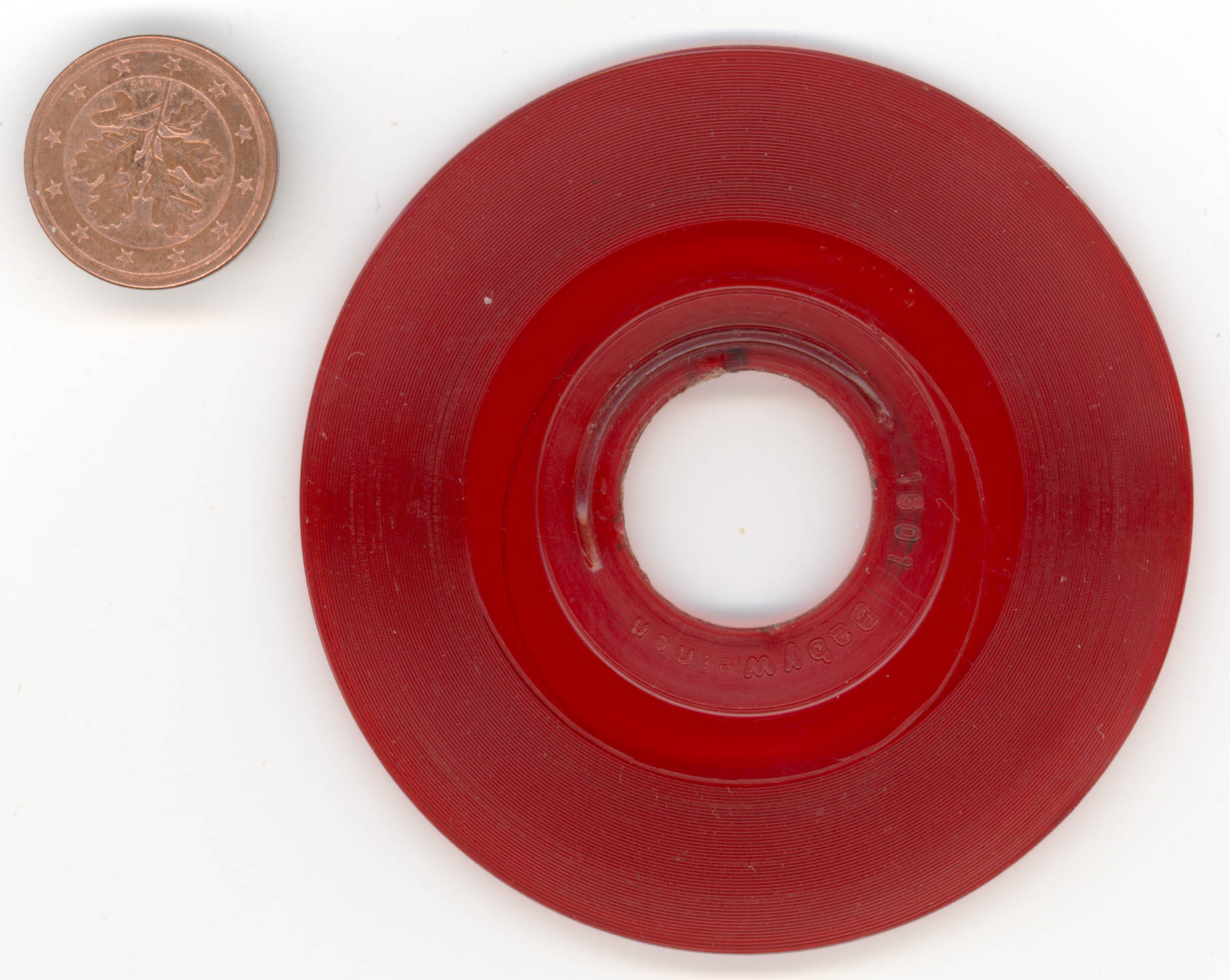
Malá gramodeska do mluvící panenky (srovnání s velikostí centu eura)
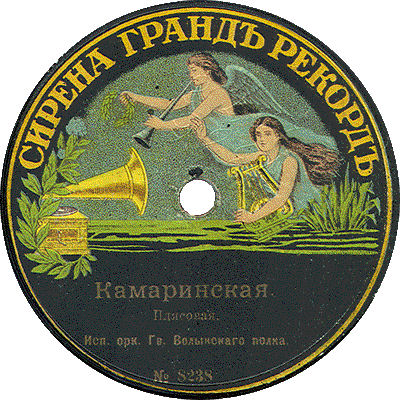
Etiketa gramofonové desky (1908) varšavské firmy Syrena Rekord

## Výroba gramofonové desky v 21. století
Umělecky dokončené audionahrávky dodá zákazník výrobci gramodesek. Objedná výrobu gramodesky například tak, že dodá zvukový podklad analogový nebo digitální – soubory WAV (např. pro každou stranu zvlášť) ve formátu PCM 96 kHz/24 bitů a vyšším nebo ve formátu DDP s audiosoubory v kvalitě 44,1 kHz/16 bitů a vyšší nebo FTP atp.
Prvním úkolem je převést digitální zvuk na elektrický signál a zesílit ho; proto je veden soustavu zesilovačů. Ve formě elektrického signálu lze záznam převést na mechanický analogový záznam. Převod se děje v nahrávací soupravě, která je osazena řezacím nožem. Jaký hrot bude nůž mít čili čím se bude řezat drážka a do čeho, záleží na předem zvolené technologii. (Technologie se v dohodě se zákazníkem vybírá podle toho, jaká hudba, příp. pro jaký účel se nahrává.) Technologie jsou dvě: laková technologie, která je komplikovanější a historicky starší přibližně o 30 let, a technologie Direct Metal Mastering čili DMM. Následující popis vychází z praxe GZ Media (fotografická dokumentace postupu viz fotogalerie).
- Laková technologie:[1][65][73][74][75]
  - Drážku řeže elektricky vyhřívaný hrot vyrobený z rubínu nebo safíru. Řeže ji do tzv. lakové fólie, což je hliníkový plechový kotouč s oboustranně nanesenou měkkou vrstvou nitrocelulózového laku. Drážka na lakové fólii je velmi zranitelná, a proto je kotouč se záznamem co nejdříve předán ke galvanoplastickému kopírování, resp. k přípravě na ně.
  - Galvanoplastika je elektrolytický způsob výroby kovového povlaku v tloušťce až několika milimetrů. Proto příprava tkví v úpravě lakové fólie tak, aby povrch byl elektricky vodivý a mohl tvořit katodu. Laková fólie se ve speciálním boxu opláchne demineralizovanou vodou, odmastí, chemicky aktivuje a nastříká roztokem dusičnanu stříbrného. Ten reaguje s aktivovaným povrchem fólie a na lakovém povrchu s drážkou se vyloučí nepatrná elektricky vodivá vrstvička stříbra. Po opláchnutí lze přikročit ke galvanoplastickému kopírování.
  - Postříbřená laková fólie se zavěsí jako katoda do galvanické lázně, kterou tvoří roztok niklových solí a dalších přísad. Elektrický proud procházející od niklové anody ke katodě způsobí, že se na katodě postupně vyloučí potřebná vrstva kovového niklu. Narostlou vrstvu niklu je třeba mechanicky oddělit, odloupnout. Získá se tak niklový originál (tzv. otec). Je zrcadlovým obrazem čili negativem záznamu vyrobeného v nahrávací soupravě. Laková fólie se zpracovává obvykle pouze jednou, tzn. že se z ní vyrábí zpravidla jediný niklový originál. Důvodem je možné poškození drážky na lakové fólii při oddělování; nemusela by být kvalitním podkladem ke kopírování.
  - Niklový originál se očistí, zbaví stříbra a po pasivaci zavěsí jako katoda do další galvanické lázně. Složení lázně se v některých parametrech liší od předchozí. Narostlou vrstvu kovového niklu je opět třeba mechanicky oddělit. Získá se tak niklový pozitiv (tzv. matka). Je skutečným pozitivem záznamu vyrobeného v nahrávací soupravě a lze jej přehrávat. Niklový pozitiv projde vizuální a zvukovou kontrolou, zda dosavadní procesy proběhly správně. Pokud je v pořádku, gravírováním se do prostoru mezi výjezdové drážky uvede matriční číslo, které je základním identifikačním údajem jednak ke správnému přiřazení jednotlivých stran gramodesky k sobě a k etiketám, jednak v evidenci ve skladu a v databázi, případně text objednaný zákazníkem (název vydavatelství, katalogové číslo atp.). Z jednoho niklového originálu lze shodným postupem získat několik niklových pozitivů.
  - Niklový pozitiv s gravírováním se opláchne, odmastí a po pasivaci opět zavěsí jako katoda do galvanoplastické lázně s roztokem niklových solí a dalších přísad, opět mírně odlišných parametrů. Když se vyloučí potřebná vrstva kovového niklu, mechanicky se oddělí. Při této třetí, poslední galvanoplastice vzniká surová niklová matrice. Je negativem záznamu vyrobeného v nahrávací soupravě. Spolu se zvukovou drážkou se na ni přeneslo i gravírování. Z niklového pozitivu lze získat několik surových niklových matric, což je výhodné kvůli případnému vyššímu nákladu vydávané gramodesky nebo kvůli případné reedici.
  - Surovou matrici je třeba mechanicky opracovat: zadní stranu obrousit a vyleštit; matrici vycentrovat a uprostřed perforovat; okraje oříznout a zabrousit; tvarovat u středového otvoru a okraje po obvodu kvůli pevnému upnutí v lisu. Tím vznikne lisovací matrice, tzv. lisovací nástroj. Po upnutí do lisu se z ní lisují gramofonové desky – z jedné lisovací matrice 500 až 1000 kusů.

- Technologie Direct Metal Mastering čili DMM:[1][65][73][76]
  - Nejdříve je třeba vyrobit prázdný nosič zvuku. Na rovný vyleštěný kotouč z nemagnetické oceli se galvanoplastikou nanese vrstva vysoce čisté mědi v minimální tloušťce 100 mikrometrů (0,1 mm). Vrstva nesmí být ani příliš měkká ani příliš tvrdá.
  - Kotouč se upevní do nahrávací soupravy, která je na pohled podobná modernímu gramofonu, ale osazená řezacím nožem s hrotem. Hrot je vyrobený z diamantu a řeže drážku do zmíněné vysoce čisté měděné vrstvy na kotouči plechu z nemagnetické oceli. Zhotovený záznam je technicky možné přehrát jako běžnou vinylovou desku, ovšem pokud by se z ní lisováním vyrobila kopie, byla by zrcadlová a nebylo by ji možné „přečíst“. Proto kotouč zamíří do galvanické lázně ke zhotovení precizního otisku čili negativu záznamu. (Cestou se zastaví na gravírování stejném jako při lakové technologii, viz výše, důkladně se odmastí a opláchne demineralizovanou vodou.)
  - Otisk vznikne galvanoplastickým procesem, při němž elektrický proud procházející od niklové anody ke katodě způsobí, že se na katodě postupně vyloučí potřebná vrstva kovového niklu.
  - Narostlou niklovou vrstvu je třeba oddělit, odloupnout. Získá se tak surová niklová matrice. Je zrcadlovým obrazem čili dokonalým negativem záznamu vyrobeného v nahrávací soupravě.[pozn. 10]
  - Surovou matrici je třeba ještě mechanicky opracovat, a to stejně jako při lakové technologii (viz výše). Tím vznikne lisovací matrice, tzv. lisovací nástroj.
  - Z nosiče vyrobeného v nahrávací soupravě lze vyrobit několik surových niklových matric.

Lisovací matrice – připravené lakovou technologií nebo technologií DMM – zamíří do lisovny. Princip lisování se již desítky let nemění; mění se míra automatizace procesu a vylepšují se jednotlivé technologie. Do hydraulického lisu se mezi dvě předehřáté formy upnou matrice. Vloží se dokonale vysušená etiketa jedné budoucí strany desky, poté se vloží dávka předehřáté lisovací hmoty (tzv. vinylový koláček vyrobený z roztaveného PVC) a etiketa druhé budoucí strany gramodesky – to vše se středovým otvorem. Při lisování působí na lisovací hmotu a etikety po přesně danou dobu tlak 100 tun nebo vyšší a teplota 160 °C. Drážka z povrchu matrice se dokonale zkopíruje do gramodesky a etikety pevně přilnou. Lisování, jehož výsledkem je oboustranná deska s drážkou, středovým otvorem a etiketami, trvá přibližně 25 sekund. Forma se ochladí, čímž se materiál vytvrdí, a po otevření lisu se deska vyjme, ořízne na žádoucí průměr, vizuálně zkontroluje a zabalí.
Začátkem 90. let 20. století hrozil lisovacím strojům zánik. Mnohé firmy vyrábějící gramofonové desky se lisovacích strojů zbavovaly, protože gramodesky začal nahrazovat kompaktní disk (CD) a bylo ekonomicky výhodnější začít vyrábět digitální nosiče.

## Válka o hlasitost – Loudness war
Válka o hlasitost je soupeření hudebních vydavatelství o hudební trh úpravou zvukového záznamu tak, aby byl hlasitější než konkurenční nahrávka. Začátek války je datován obdobím jukeboxů. Problematika, resp. problém se týká televizního i rozhlasového vysílání nebo kinematografie, především však hudebního průmyslu.
Stejný efekt s úspěchem používalo již například Motown Records, nahrávalo singly hlasitěji než ostatní vydavatelé, ale nevadilo to, posluchače hudba více strhla.
„Motivací při takové úpravě zvukového záznamu je snaha prodat. Vychází z jednoduché premisy: když mě bude co nejvíc slyšet (tj. budu nejhlasitější), víc lidí si mě všimne. Na stejném principu jsou založeny třeba i televizní reklamy…“
„Dostáváme se tak do nepříjemných situací, kdy je výborná muzika zničena masteringem jen proto, že se někdo rozhodl být hlasitější než ten druhý s vidinou většího prodeje. Je proto na nás, na posluchačích, abychom se ozvali, abychom si sami uvědomili, že chceme víc než jen tupě přijímat to, co nám je předkládáno.“

## Historie technologie v Československu a České republice
V roce 1891 na Zemské jubilejní výstavě v Praze byl poprvé v českých zemích veřejně představen fonograf. Mezi lidmi se zájmem o dobové módní písně vzbudil přirozenou pozornost. Zájem o technickou novinku vzrostl poměrně brzy i mezi národopisci, jazykovědci a fonetiky.
Patrně v roce 1891 začal Jan Tomáš ve svém fotoateliéru – oblíbeném pražském uměleckém salonu – nahrávat hlasy známých herců a divadelních pěvců na fonografické válečky. Pokoušel se také zdokonalit fonograf, údajně spolu s malířem, grafikem, a fotografem Jakubem Husníkem, vynálezcem světlotisku a vodotisku, majitelem polygrafické firmy Husník a Häusler, fotochemigrafický umělecký ústav.
Na Slovensku použil fonograf kněz a etnograf Karol A. Medvecký k záznamu lidových písní v roce 1901. V českých zemích si technologie hledala cestu pomaleji – z pověření rakouské Akademie věd zaznamenával písně na fonograf František Pospíšil, a to na jižní Moravě.
V roce 1906 píše Jiří Polívka v Národopisném věstníku českoslovanském (roč. 1., s. 167–174) v příspěvku „Fonograf ve službě národopisu“ (s. 169) „Fonograf se stal již nutnou, ba nezbytnou pomůckou národopisnou, a také při užších cílech, které si stavíme v mezích našeho národa, pro studium dialektů našich, lidové řeči a zvláště našich písní, mohl by vykonati zajisté platné služby. Proto nelze dosti vřele doporučovati našim etnografům, aby tímto moderním nástrojem se vyzbrojili při svých výzkumných cestách.“
V roce 1909 díky rakouské Akademii věd a zřízených komisí, které byly pověřeny realizací projektu „Lidová píseň v Rakousku“ pořídil Otakar Zich nahrávky dudáka Františka Kopšíka z Blatné a chodského dudáckého tria. Díky Leoši Janáčkovi vznikly záznamy lidových písní na Moravě.
V roce 1910 se objevila myšlenka vytvořit archiv nahrávek českých nářečí, ovšem k její realizaci nedošlo kvůli nízké kvalitě tehdejší techniky. Hlavním propagátorem myšlenky byl indolog a bohemista prof. Josef Zubatý.
V roce 1928 byla při České akademii věd a umění ustavena Fonografická komise v čele s prof. Josefem Chlumským. Členy komise byli profesoři Jiří Horák a Josef Zubatý. Na činnosti komise se podílely významné osobnosti z oblasti národopisu, lingvistiky i dalších oborů. Cílem komise bylo pořídit nahrávky dialektů a lidové hudby tehdejšího Československa. Bylo rozhodnuto, že budou zaznamenávány veškeré zvukové projevy: hudba lidová i umělá, nářečí, projev divadelních umělců, básníků i významných osobností veřejného života.
Ve 20. a 30. letech 20. století již nebyl zvukový záznam kuriozitou, ale standardním pracovním nástrojem. Pro badatele v oblasti etnomuzikologie byl stále hlavním záznamovým přístrojem fonograf zaznamenávající na voskové válečky, protože na gramofonové desky nebylo možné nahrávat v terénu. Fonografická komise se však rozhodla nahrávat ve studiu na gramofonové desky – dala přednost vyšší zvukové kvalitě před nahráváním v původním kontextu.
První etapu nahrávání se podařilo uskutečnit od 19. září do 1. listopadu 1929 v Národním domě na Vinohradech. Nahrávací studio zprostředkoval Radiojournal a techniku měla na starosti firma Pathé. Bylo použito 800 záznamových kotoučů pokrytých voskem (podklad k výrobě matric gramofonových desek), přičemž použít bylo možné 500 hotových nahrávek. Firma Pathé dodala do Československa dohodnuté materiály – tzn. od každé desky jednu kovovou matrici a deset šelakových kopií – až v roce 1932, navíc mnohdy špatně poskládané a někdy s chybnými duplikáty. Členové komise práci reklamovali a spolupráce s firmou byla kvůli složitému jednání a patrně i finančním problémům ukončena. (Náklady na nahrávání byly 270 000 korun a deficit činil přibližně 100 000 korun.) V říjnu 1932 převzal vedení komise profesor Josef Janko.
Další nahrávání se uskutečnila v letech 1933, 1934 a 1937. Protože původně nadějné jednání s Radiojournalem v roce 1933 skončilo neblaze, chopila se technické stránky firma Esta a nahrávání se konalo v jejím nahrávacím studiu v pražských Holešovicích, a to ve dnech 20.–23. května 1933. V roce 1934 se předsedou komise stal bohemista prof. Emil Smetánka. Dne 29. června 1934 proběhlo další nahrávání v nahrávacím studiu fy Esta. Gramodesky vyrobila firma Pathé (v Československu ještě neexistovala lisovna). Poslední nahrávání se uskutečnilo ve dnech 25.–29. října 1937 ve spolupráci s Estou v pražských Holešovicích a firma se postarala také o lisování desek. Náklady tetokrát činily 30 000 korun, přičemž Akademie věd ČSR neměla ještě splacený dluh z předchozích let. (Náklady souvisely s nahráváním, lisováním, dopravou aj.; také interpreti dostávali za účast jednorázovou finanční odměnu, byly jim placeny náklady na cestu, stravování a zajištěn pobyt v Praze.) Sběratelská fáze činnosti Fonografické komise tím skončila.
Nahrávky na gramofonových deskách o průměru 25 cm měly průměrnou délku 3,15 až 3,20 minut a byly pořízeny z Čech (Chodsko, Podkrkonoší, Krkonoše), Moravy, Slezska, Slovenska, Podkarpatské Rusi, navíc i z Horní Lužice a Dolní Lužice u Lužických Srbů (Německo). Většina záznamů obsahuje sólový zpěv. Instrumentální hudbu zastupují ukázky dudácké muziky z Chodska, cimbálové muziky ze západního Slovenska a dechové nástroje ze Slovenska a Podkarpatské Rusi. Kromě nahrávek nářečí, lidových písní a instrumentální hudby bylo čtrnáct nahrávek s divadelním vystoupením (Leopolda Dostálová, Bedřich Karen, Marie Laudová, Václav Vydra st., Václav Vydra ml., Bohuš Zakopal).
V nahrávacích plánech komise byla zahrnuta pouze slovanská etnika, takže mezi záznamy nejsou písně Židů, Romů, Maďarů ani Němců. Německý folklór na území Československa však zaznamenal v letech 1931–1934 muzikolog Mieczyslaw Kolinski, který nahrával písně v našich německých obcích pro Německou akademii v Mnichově (Deutsche Akademie), přičemž používal fonograf a voskové válečky. Nahrál 83 válečků na Šumavě a 11 v Krkonoších. Z 94 nahrávek však byla velká část zničena, když na konci druhé světové války část sbírky Phonogramm-Archivu zabavila sovětská armáda.
Po druhé světové válce zintenzívnělo úsilí o založení akademické instituce věnující se výzkumu v oblasti fonetiky a ortoepie. Výsledkem byl Fonetický kabinet při Ústavu pro jazyk český Československé akademie věd (1953, autonomní pracoviště). Na konci 60. let byl kabinet plně organizačně začleněn mezi ostatní oddělení Ústavu pro jazyk český ČSAV pod názvem Fonetická laboratoř. Laboratoř navazovala mj. na činnost komisí III. třídy České akademie věd a umění včetně Fonografická komise. Vznikl unikátní fonografický archiv dokumentující dobový jazyk v různých společenských vrstvách.

### Záznam zvuku v rozhlasu
Dne 18. května 1923 ve 20.15 hod. zahájila v tehdejším v Československu firma Radiojournal pravidelné rozhlasové vysílání. Byla první rozhlasovou institucí na evropském kontinentu a druhou v Evropě po britské BBC. Dne 9. října 1932 byl poprvé vytvořen záznam zvuku a vysílán později: na voskovou fólii byl zaznamenán závěr fotbalového zápasu ČSR–Jugoslávie, protože se zápas časově kryl s dohodnutým přenosem opery. Vysílání desetiminutového záznamu bylo považovalo za velký technický pokrok.
Jiří Hraše uvádí, že se záznam vyvíjel skutečně rychle. „V roce 1932 vzniklo záznamové oddělení pro nahrávání do voskové desky a do povlakové desky. Vosková deska se musela nejprve nahřát, potom se nahrál záznam, který se po vychladnutí přehrával speciální přenoskou. Vzhledem k rychlému opotřebování drážky byla deska použitelná v dobré kvalitě jen jednou. Později bylo užito vosku s přísadou pryskyřice (hovoří se o výrobě »z vosku a pryskyřic«), to už byl materiál daleko trvanlivější.“ Desky proto mohly být v brusírně vosků ohlazeny a znovu použity k nahrávání.
Zároveň se v Radiojournalu nahrávaly desky určené především k archivním účelům. Záznamy se používaly v různých rozhlasových hrách jako zvuková kulisa. Takzvaná povlaková deska měla „účinnou vrstvu ze speciálního laku nebo želatiny, nanesenou na nosný, tuhý podklad“. Zvuk se snímal „speciální plochou zahnutou jehlou (hrotem) ze standardního gramofonu s přenoskou na výměnné jehly.“
Rozhlasový záznam se prosazoval rychle tím spíš, že jeho zahájení dalo na sebe čekat: „Dochází k tomu až po dlouhém jednání s tehdejšími výrobci gramofonových desek, kteří z obchodních zájmů stavějí vlastnímu rozhlasovému záznamu do cesty nejrůznější překážky. Proto mají i gramofonové desky, natáčené rozhlasem, na rozdíl od desek sériových začátek nikoli u kraje, ale u středu desky.“

### Výrobci gramofonových desek
V roce 1908 ředitel německé továrny Deutsche Grammophon Artiengesellschaft (Hanover) Josef Berliner, bratr vynálezce gramofonu Emila Berlinera založil v Ústí nad Labem ve čtvrti Kramoly továrnu na gramofonové desky. Gramofonové desky s legendární značkou His Master’s Voice se do roku 1938 vyráběly v Československu pouze v Ústí nad Labem. Prodávaly se do celé střední a jihovýchodní Evropy, ale ne vždy s etiketou s psíkem: „… do států, kde neměli rádi psy, jako bylo Maďarsko, Srbsko či Rumunsko, se z obchodních důvodů používal starší motiv s píšícím andělem“. Ještě před postoupením pohraničních území Československa Německu přestěhovala britská mateřská společnost výrobu do Prahy. Po vyhlášení protektorátu musel být z etikety gramodesek odstraněn anglický text “His Master’s Voice” a nahrazen českým Hlas jeho pána. (Na etiketě byl český text také vložen do uvozovek, nebyly však ani české, ani anglické, byly jaksi napůl, oboje nahoře a oboje tzv. 99: ”Hlas jeho pána”.) Výroba gramodesek v Praze se na krátkou dobu obnovila ještě v roce 1945.

### Čeští odborníci na záznam zvuku
Gabriel Gössel – Narodil se 17. listopadu 1943 v Praze, zemřel 2. dubna 2020 v Praze ve věku 77 let. Maturoval na papírenské průmyslové škole a v roce 1969 začal dálkově studovat Vysokou školu chemicko-technologickou v Praze. Studia nedokončil mj. proto, že se zapojil do samizdatových aktivit a měl problémy se Státní bezpečností. Přeložil Farmu zvířat George Orwella a vydal ji jako samizdat, který vyzdobil obrázky z čínského maoistického kalendáře. V 70. letech 20. století začal sbírat gramofonové desky s písničkami V + W a časopisy z 20. a 30. let, poté i gramodesky z tohoto období a gramofony, časem válečky a fonografy. Postupně se zaměřoval na českou populární hudbu. Byl členem redakčního kruhu Expedice, jejím příležitostným knihvazačem (oficiálně byl zaměstnán v papírně) a v letech 1980–1981 řídil samizdatovou knižnici Renega, v níž vydal vlastní překlad Orwellova Holdu Katalánsku a Ohlédnutí za španělskou válkou. Do začátku 80. let pracoval v dělnických profesích a jako technik, poté se profesionálně věnoval překladatelské činnosti z angličtiny a němčiny; od technických textů se postupně dostal k překladům světové prózy. Sběratelsky se po roce 1990 specializoval na český repertoár a historii zvukového průmyslu.
Je autorem publikací R. A. Dvorský: Vzpomínky 1, 2 (2003), R. A. Dvorský: Rozhlasový pořad pro Český rozhlas 1–6 (2004), Tmavomodrý život Jaroslava Ježka 1906–1942 (2006), Fonogram. Praktický průvodce historií záznamu zvuku (2001), Fonogram. 2, Výlety k počátkům historie záznamu zvuku (2006), Illustrated Discography of Hot Dance and Jazz Recordings in Czechoslovakia 1920–1950 – 78-RPM (2009), Český katalog nahrávek gramofonové firmy Esta 1930–1946 (2014; editor Filip Šír) a spoluautorem publikací (s Filipem Šírem) Recorded Sound in Czech Lands 1900–1946 (2016), Gramatika etiket gramofonových desek: pomůcka pro katalogizaci historických desek z let 1900–1946 (2016), The Catalogues of Record Companies of the Early 20th Century (2017), Bohemia on records: early Czech sound recordings in the United States = Krajané za velkou louží: historické české nahrávky v USA (2018), Sto plus dvě etikety: nahrávky na gramodeskách v éře elektrického záznamu zvuku, 1926–1946 (2021); SEM (2018; a Milan Gelnar, Petr Domanický), Sto plus jedna etiketa: nahrávky na gramodeskách z éry mechanického záznamu zvuku 1900–1926 (2019; a F. Šír, Adéla Bachtíková), Archivní záznam věrohodného obrazu etikety gramofonové desky: standardní postupy digitalizace s důrazem na tiskovou reprodukci etikety gramofonové desky za účelem jejího dlouhodobého uchování (2020; a F. Šír, Ladislav Bezděk, Michal Studničný).
Přeložil prózy Stephena Kinga To (1993, 2000, 2005, 2009, 2016), Nespavost (1997, 2011) a Nezbytné věci (1999, 2009), psychologický román Carson McCullersové Srdce je osamělý lovec a kromě zmíněných Orwellův Válečný deník (2007, 2022) a Deníky II. (1940–1949) (2012, spolu s manželi Rogalewiczovými).
Jindřich Meszner – Narodil se 24. února 1925 v Praze, zemřel 8. listopadu 1999 v Praze ve věku 74 let. Učil se obchodním příručím, určitou dobu studoval na obchodní škole v Praze. Počátkem 50. let se stal hasičem, okolo roku 1958 odešel do Mníšku pod Brdy, kde pracoval jako školník; v roce 1960 se vrátil do Prahy a pracoval jako hutník a v dalších dělnických profesích ve Spojených ocelárnách, n. p., Kladno až do odchodu do důchodu (1985). Měl syny Jindřicha (*1954) a Luboše (*1960).
V roce 1970 začal sbírat přepisy starších nahrávek Osvobozeného divadla a dalších uměleckých souborů na magnetofonových páscích, o něco později i na standardních gramofonových deskách a začal se zajímat o historii nahrávání, dataci snímků, diskografie a životní data interpretů. Měl možnost kontaktovat osobnosti české hudební kultury (Václav Holzknecht, sestra Jaroslava Ježka Jarmila Strnadová, Oldřich Nový, Zdeněk Tesárek, Jára Pospíšil, Jindřich Vondřich, Arnošt Ronek, Jiří Voldán, Franta Poupě aj.) Okolo roku 1974 se stal členem Klubu gramofonové techniky Svazarmu, sekce sběratelů standardního záznamu v Praze a začal si vyměňovat informace s dalšími sběrateli (Josef Lipš, Josef Souček, Jiří Horský, Milan Etrych, Jaromír Farník, Gabriel Gössel, Vladimír Kaiser). Byl dříč, například během Velikonoc 1977 opsal několikasetstránkový opis produkční knihy Ultraphonu, nelegálně půjčený z archivu Supraphonu. (V roce Charty 77 nelegálně někomu půjčit něco z archivu a půjčit si něco nelegálně vyžadovalo od archiváře i opisujícího odvahu.)
Zaměřil se na systematické mapování českých snímků vydávaných tehdejšími světovými a lokálními společnostmi a na popis obsažené nekomerční produkce. Nesmírně cenný je především jeho přehled a popis snímků na fonografických válečcích datovaných roky 1902–1905, které vznikly v okruhu pěvců tzv. Tesařovské opery a jsou jádrem sbírky ve fonotéce Českého muzea hudby. Nabyté poznatky zveřejnil po svém: v roce 1984 definitivně vytvořil 16 exemplářů strojopisné knihy Dějepis zvukového záznamu, studijní materiály –The Gramophone Company Ltd, 1. díl 1895–1925. Psal ji přes průklepový papír, ovšem kvůli dobré čitelnosti s pouhými třemi kopiemi, takže ji na psacím stroji psal čtyřikrát(!). Rok na to stejným způsobem napsal Přehled zvukového průmyslu: studijní materiály.
Knihy, jejichž vazbu provedla knihařská dílna Archivu města Ústí nad Labem, doplnil obrázky a obrazovými přílohami. Exempláře knih daroval přátelům-sběratelům a relevantním institucím. Má je ve fondu Národní knihovna České republiky, Městská knihovna v Praze, Národní muzeum, České muzeum hudby, Národní technické muzeum, Muzikologická knihovna Ústavu dějin umění AV ČR; získal je někdejší Český hudební fond a někdejší pražský Kruh sběratelů standardních desek (při Hi-fi klubu).
Když Jindřich Meszner odešel do důchodu, odprodal sbírku o velikosti přibližně 6000 gramofonových desek Okresnímu archivu v Ústí nad Labem, dnes Archiv města Ústí nad Labem; zde je součástí sbírky zvukových dokumentů. Poté zaměřil badatelský zájem na historii pražských zábavních síní a kabaretů a denně excerpoval v Národní knihovně novinové anonce (oznámení, ohlášení…) a recenze, především z Národní politiky. Výsledkem je dvousvazkové dílo Jak se bavila Praha – Od zpěvních síní k divadlům malých forem 1860–1930 publikované v roce 1988 opět v 16 exemplářích. Městská knihovna v Praze vlastní Od zpěvních síní k divadlům malých forem: 1860–1930: studijní materiály. I/II (1988, 273 listů, strojopisný text doplněný vlepenými fotografiemi a dalším obrazovým doprovodem – dobové materiály, ukázky inzerce, citace z různých tiskovin, programy atp.). Muzikologická knihovna Ústavu dějin umění AV ČR má ve fondu oba svazky – Praha se baví: od zpěvních síní k divadlům malých forem 1860–1930. (1988; 2 sv., sv. 1: s. 1–273, sv. 2. s. 275–570; [variantní název „Jak se bavila Praha“].) Kromě strojopisných publikací je Jindřich Meszner autorem publikace vydané roku 1990 Archivem města Ústí nad Labem v ediční řadě Diskografie (sv. II) Trampská písnička na standardních gramofonových deskách 1928–1943 (97 s., v knize neuvedené ISBN 80-270-5679-9). Nadále se pan Meszner již nevěnoval publikování o historii zvukového záznamu a hudební kultury.

## Údržba gramofonových desek
To, zda poslech gramofonové desky bude skutečně „teplejší“ než poslech CD, záleží mj. na tom, jak je deska udržována. Gramodeska vyžaduje opatrné zacházení a správné užívání. V místnosti, ve které jsou gramofonové desky uloženy, by neměly být přítomny chemické výpary. Teplota by měla být v rozmezí od 5 °C do 35 °C a relativní vlhkost vzduchu by neměla překračovat 85 %. Desky je třeba ukládat ve svislé poloze a zajistit, aby se nenakláněly.
Pohybem přenosky v drážce vzniká statická elektřina, proto deska přitahuje prach, který se také zachytává na snímacím hrotu (na jehle). Proto k údržbě gramodesky patří i starost o gramofonovou vložku se snímacím hrotem.
Radit něco k údržbě gramofonových desek je poměrně zbytečné, audiofilové se v problematice údržby orientují, ostatní najdou informace na internetu a je na nich, zda zvolí čištění stěrkou, kartáčkem, rolkou, čisticí hmotou a jakými, nebo čištění odsáváním prachu nebo v pračce a v jaké. K tématu, jak čistit, snad jen: Rozhodně ne jako Pavel alias Bejby v Šakalích létech cípem kostkované flanelové košile.

## Pojem gramofonová deska, gramofon, příp. související pojmy
Historický vývoj nosičů zvuku, záznamových zařízení k přenosu zvuku a přehrávačů probíhal v USA a v Evropě. Protože je významový rozdíl mezi některými pojmy britskými a americkými a také mezi homonymy s významem fonograf a gramofon (italština, francouzština, španělština aj.), dochází někdy při překladu k omylu. Kromě toho může dojít k záměně výrazu „fonautograf“ za „fonograf“, resp. „phonautograph“ za „phonograph“, protože v literatuře 19. století byl výraz „phonograph“ jedním ze synonym výrazu „phonautograph“ (viz Die neueren Apparate der Akustik).

### Ekvivalenty v angličtině
- gramofonová deska – disc, disk, gramophone record, record, sound disc
- gramofon – turntable, deck (gramofony – decks), grammophone, gramophone, phonograf, phonograph (USA), player, record player, record–player, victrola (USA, hovorově)
- gramofon s troubou – horn gramophone
- gramofonový – gramophonic
- gramofonová jehla – gramophone needle
- gramofonové šasi – deck
- gramofonový talíř – turntable, gramophone turntable
- gramofonový záznam – disc recording
- gramorádio – phonoradio combination, radiogram, radiogramophone

vs.
- fonograf – phonograph (GB), fonografický – phonographic
- fonografický záznam – phonograph record, phonograph recording
- fonografování – phonography
- fonogram – signal, phonogram

### Ekvivalenty v němčině
- gramofonová deska – die Schallplatte, die Grammoplatte (gramofonové desky – die Schallplatten)
- gramofon – der Plattenspieler, das Grammophon
- gramofonová jehla – die Grammophonnadel
- gramofonová matrice – die Urplatte
- gramofonový talíř – der Plattenteller
- gramorádio – das Phonogerät

vs.
- fonograf – der Phonograph, der Fonograf (fonografický – phonographisch)
- fonogram – das Phonogramm, das Fonogramm

### Ekvivalenty v italštině
- gramofonová deska – disco, disco fonografico, disco sonoro (gramofonové desky – dischi)
- gramofon – fonografo, giradischi, grammofono (gramofonový – discografico, grammofonico)
- gramofon s měničem desek – giradischi cambiadischi
- gramofonová nahrávka – registrazione
- gramofonová přenoska – pick–up
- gramofonová přípojka – attaco fono
- gramofonová zvukovka – fonorivelatore meccanico
- gramofonové šasi – giradischi
- gramojehla – puntina
- gramoměnič, gramoměřič – cambiadischi
- gramorádio – fonoradio, radiodiffonografo, radiofonografo

vs.
- fonograf – fonografo
- fonogram – fonogramma

### Ekvivalenty ve francouzštině
- gramofonová deska – disque
- gramofon – électrophone, phono, phonographe (gramofonový – de phonographe)
- gramofonová jehla – aiguille pour gramophones
- gramofonový archiv – collection de disques
- gramofonový průmysl – industrie phonographique
- gramoměnič – changeur de disquesdisque

vs.
- fonograf – phono, phonograph, phonographe (fonografický – phonographique)
- fonografický záznam [čili fonogram] – enregistrement phonographique
- fonogram – enregistrement phonographique

### Ekvivalenty ve španělštině
- gramofonová deska – disco de gramófono, disco fonográfico
- gramofon – fonógrafo, gramófono, máquina tocadiscos, tocadiscos (gramofonový – gramofónico)
- gramofonová jehla – púa de gramofóno, púa para gramofóno
- gramoměnič – tocadiscos automático
- gramorádio – radioelectrófono, radiofono, radiofonógrafo, radiogramola

vs.
- fonograf – fonógrafo (fonografický – fonográfico)
- fonogram – fonograma

## Zajímavosti
- V roce 2007 v USA vznikl tzv. Record Store Day (RSD). Po celé zemi se ho účastní přibližně 700 nezávislých obchodů s gramofonovými deskami. Koná se dvakrát ročně (obvykle třetí sobota v dubnu a čtvrtá sobota v listopadu, tzv. černý pátek) v kamenných prodejnách, které se k účasti přihlásí, někdy s doprovodným programem. Při příležitosti RSD vycházejí limitované edice gramodesek. Akce spojuje fanoušky, umělce a tisíce nezávislých obchodů s deskami po celém světě.[103][104]
- V Německu byl od roku 1928 znám záznam zvuku na magnetický pás i přístroj k přehrávání (německo-rakouský inženýr Fritz Pfleumer). Řečnické projevy, které si nacisté nahrávali během druhé světové války, byly po válce přepsány na gramofonové desky a záznamy byly použity jako svědectví před soudem v Norimberském procesu. Gramofonová deska tak sehrála roli „svědka“.[105][106]
- Ani kompaktní disk to neměl zpočátku snadné. První CD určená k prodeji byla vyrobena 17. srpna 1982 v Německu. Kritici se nechali slyšet, že po propagované čistotě zvuku není ani památky. Švýcarský Electronic Sound uvedl, že housle ve Vivaldiho cyklu Čtvero ročních dob znějí ostře, pronikavě a jakoby z mrazáku; v Schubertově deváté symfonii znějí huhňavě, bezbarvě. Týdeník Die Zeit popsal operní árie jako divně tvrdé a sterilní, bez jakéhokoli belcantového kouzla. Skeptičtí byli i hudební vydavatelé. V roce 1984, po zasedání tehdejšího Německého svazu hudebních vydavatelů se pochybovalo, že by CD mohlo nahradit vinyl, byť po deseti letech výroby. Rok na to (1985) se prodalo pouhých 6,8 milionu CD, zatímco singlů 49 milionů a LP 74 milionů. Ovšem v roce 1990 bylo prodáno již 76 milionů CD, 27,2 milionů singlů a 43,9 milionů LP. V roce 1994 se prodalo dvakrát více CD než všech ostatních zvukových nosičů dohromady.[107] V Československu jako první zemi RVHP zahájily výrobu CD v červenci 1989 Gramofonové závody, n. p., Loděnice.[108] Kromě zisku byla motivací vývoje CD vidina dynamického rozsahu nového nosiče zvuku, až 96 dB, tedy podstatně více, než mohla zaznamenat gramofonová deska.[78]
- Alexander Graham Bell žil ve stálém napětí mezi touhou objevovat a vynalézat na straně jedné a touhou zlepšit život neslyšícím lidem. Mladý Alec Bell byl vášnivý génius, jednou oslnivý, jindy zádumčivý a vždy zbožňující krásnou neslyšící manželku Mabel, která pocházela ze zcela odlišného prostředí, z bostonské rodiny s modrou krví.[109]